# Montevideo
Montevideo es la capital de la República Oriental del Uruguay y del departamento homónimo. Se localiza en la zona sur del país abarcando una extensa región metropolitana con más de 2 400 000 habitantes - el 66 % de la población total del país (censo del Uruguay 2023-INE) y cuenta con costas sobre el Río de la Plata, donde se encuentran la bahía de Montevideo y el principal puerto de la región. Su población es de 1 325 968 habitantes en el departamento y 1 947 604 en el área metropolitana, lo que la sitúa en el trigésimo puesto en América del Sur.
Ha sido calificada como la ciudad con mejor calidad de vida de América Latina desde 2006. Está catalogada como una ciudad global de categoría «beta». Se posiciona como la 51.ª urbe de Latinoamérica y la 73.ª del mundo. Figura en el puesto 18 del mundo por extensión de su Región Metropolitana que supera los 100 km de radio desde el km 0 de la ciudad y absorbe completamente varias capitales departamentales como San José de Mayo, Florida, Minas y la conurbación de Maldonado -Punta del Este-San Carlos con más de 240 000 Habitantes según el último censo de principios de 2023 (INE del Uruguay). Fue la octava ciudad más visitada de América Latina por extranjeros en 2013. En 2023, en el área metropolitana el PIB es de US$ 63 000 millones, y el PIB per cápita de US$ 47 512. Es la novena en términos de poder adquisitivo por habitante.
Dividida en 8 municipios, es la capital más austral de América y la tercera capital más austral del mundo, después de Wellington y Canberra.
Como capital de la República, en ella se albergan las sedes del Poder Ejecutivo —la Presidencia y sus Ministerios—, de la Asamblea General, y de la Suprema Corte de Justicia, así como también la residencia oficial del presidente de la República. En el plano internacional acoge la sede del Mercado Común del Sur (MERCOSUR) y de la Asociación Latinoamericana de Integración (ALADI).

## Toponimia
La ciudad toma su nombre del cerro junto a su bahía. Sin embargo, actualmente existen distintas explicaciones sobre el origen del nombre del cerro Montevideo:
- Monte vide eu (He visto un monte):[14] el nombre provendría de la expresión en portugués antiguo que significa «yo vi un monte», frase pronunciada por un marino anónimo de la expedición de Fernando de Magallanes al divisar el cerro. Durante mucho tiempo, fue la principal teoría sobre el origen del nombre.[15] Sin embargo ha sido reiteradamente cuestionada por no tratarse de una auténtica locución portuguesa, sino que es una mezcla de varios idiomas ibéricos poco probable de haber sido utilizada.[16]
- Montem vídeo (Veo un monte):[17] esta versión asegura que el nombre proviene directamente del latín, a raíz de la expresión espontánea de algún tripulante ilustrado de la expedición de Magallanes que al divisar el cerro de Montevideo exclamó: «Montem vídeo» (veo un monte). La expresión fue interpretada erróneamente por el resto de la tripulación, que no hablaba latín, creyendo que se trataba del nombre del monte que acababan de divisar «Monte Vídeo». La teoría se apoya en los numerosos mapas y documentos del período colonial que se refieren al cerro de Montevideo con el nombre de monte Vídeo, incluyendo la correspondencia del propio fundador de la ciudad, Bruno Mauricio de Zabala.
- «Monte-VI-D-E-O». (Monte VI De Este a Oeste):[14] esta versión dice que los españoles anotaron la situación geográfica en un mapa o carta portulana, ya que supuestamente el cerro habría sido el sexto monte que habrían visto sobre la costa navegando el Río de la Plata de este a oeste.[18][19][20] Con el devenir del tiempo se unificaron estas palabras y quedó Montevideo. No se han hallado pruebas contundentes que permitan corroborar esta hipótesis académica, ni documentos de la época que la fundamenten, tampoco se puede asegurar con certeza cuáles eran los cinco montes que se avistaban antes del cerro. Además es probable que en la época se prefiriera el uso del término «leste» en lugar de «este» para referirse al punto cardinal.
- Monte Vidi:[14] proviene del Diario de Navegación del contramaestre Francisco Albo, miembro de la expedición de Fernando de Magallanes, quien escribió: «Martes del dicho (mes de enero de 1520) estábamos en derecho del cabo de Santa María (actual Punta del Este), de allí corre la costa leste (este) oeste i (y) la tierra es arenosa i (y) en derecho del cabo ai (sic) una montaña hecha como un sombrero al cual pusimos nombre Monte Vidi». Este es el más antiguo documento español en que se menciona al promontorio con un nombre similar al que designa a la ciudad, que en latín significa «yo vi un monte», pero en él no se hace ninguna mención al supuesto grito del vigía de la versión anterior.
- Monte Ovidio (Monte Santo Ovidio):[14] esta hipótesis surge de una interpolación que aparece en el ya mencionado Diario de Navegación[cita requerida] de Fernando de Albo, donde se establece que «corruptamente llaman ahora Santo Vidio» cuando se refieren a la montaña como un sombrero a la que pusieron por nombre monte Vidi, es decir, al cerro de Montevideo. Ovidio había sido el tercer obispo de la ciudad portuguesa de Braga, en donde fue siempre venerado y a quien se le erigió un monumento en el año 1505. Dada la relación que los portugueses tuvieron siempre con los orígenes de la ciudad de Montevideo –descubrimiento, fundación– y a pesar de que esta hipótesis, como las anteriores, carece de una documentación contundente, hubo quienes relacionaron el nombre del Santo Ovidio o Vidio que aparece en algunos mapas de la época y la consecuente derivación del vocablo «Montevideo» para designar a la región desde aquellos primeros años del siglo XVI.

## Historia

### Nombre y escudo
Si bien ahora se la conoce como Ciudad de San Felipe y Santiago de Montevideo, originariamente Bruno Mauricio de Zabala en 1725 la denominó como puerto de San Felipe y fuerte de San Felipe.

En la Iglesia católica la fiesta de San Felipe y Santiago, Apóstoles, se celebra el mismo día; en la época de la fundación de la ciudad, vendría a ser el Primero de Mayo.
El 23 de febrero de 1809, ancló en el puerto de Montevideo el bergantín Buen Jesús por el que llegó la Real Cédula de 24 de abril de 1807 de Fernando VII, que dice, textualmente, lo que sigue:
Atendiendo a las circunstancias que concurren en el Cabildo y Ayuntamiento de la ciudad de San Felipe y Santiago de Montevideo, y á la constancia y amor que ha acreditado á mi Real Servicio en la reconquista de Buenos Aires, he venido por mi Real Decreto de doce del presente mes de Abril en concederle el título de muy fiel y Reconquistadora; facultad para que use de la distinción de Maceros; y que al Escudo de sus Armas pueda añadir las banderas inglesas abatidas que apresó en dicha Reconquista con una corona de olivo sobre el Cerro, atravesada con otra de mis Reales Armas, Palma y Espada.: 62–3 

Según el historiador Andrés Lamas, por todos sus antecedentes, esa Cédula tiene el carácter y la fuerza de una Sentencia, recaída en el verdadero litigio sostenido ante la Corona de España, por los apoderados de los Cabildos, representantes de las ciudades de Buenos Aires y Montevideo, sobre mejor derecho á los trofeos y recompensas de la Reconquista. Desde ese momento las armas de Montevideo eran:- “El cerro, con su castillo de tres torres; sobre éste, una corona de Olivo atravesada por otra de las Reales Armas, Palma y Espada; cayendo de los flancos abatidas sobre el campo del escudo las seis banderas y el guion apresadas en la Reconquista de Buenos Aires".: 72 
Sin embargo, con la Revolución de Mayo de 1810 el monárquico escudo de armas de 1807 fue puesto en desuso y reemplazado por el de la Provincia Oriental. Constituida la Provincia Oriental en Nación Soberana é independiente, los símbolos Provinciales fueron sustituidos, á su vez, por el escudo de armas y el Pabellón Nacional.: 93–4 

### Fundación
Entre 1680 y 1683, el Reino de Portugal fundó en la región la Colônia do Sacramento, frente a la ciudad de Buenos Aires. Los españoles la tomaron el mismo año de su fundación, pero debieron devolverla y no efectuaron ningún otro intento para desalojar a los portugueses hasta 1723. El portugués Sebastião da Veiga Cabral, gobernador entre 1699 y 1705, estimaba que la zona del Montevideo no contaba con puerto conveniente, ni con agua y leña suficientes para sostener una población.

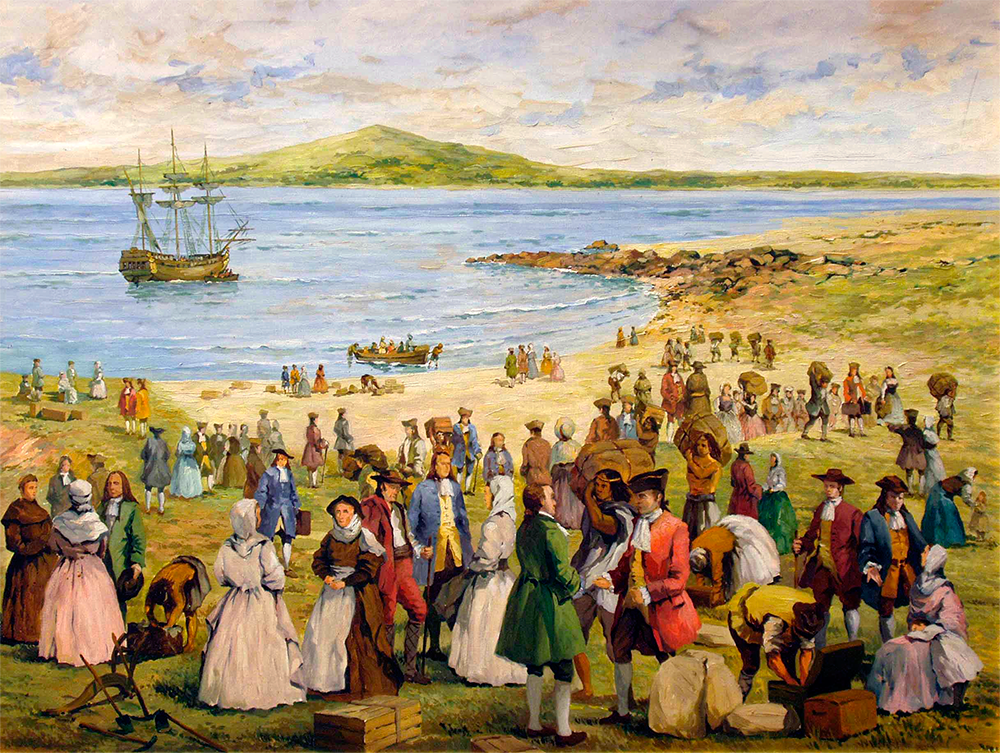
Desembarco de las primeras familias canarias en 1726

El 22 de noviembre de 1723, el Mestre de campo Manuel de Freitas da Fonseca, con unos 300 soldados de infantería de la Armada Portuguesa procedentes de Río de Janeiro, estableció un campamento en la punta este, porque allí encontró agua, y comenzó a fortificar. Los españoles de Buenos Aires, al mando del Gobernador y Capitán general del Río de la Plata Bruno Mauricio de Zabala, obligaron a la retirada de los portugueses.

El 22 de enero de 1724 comenzó el proceso del asentamiento español. Durante 1724 Zavala mandó levantar un bastión con foso, al que denominaron fuerte San José, se instalaron 10 cañones para defensa, se dejó una dotación de soldados y cerca de mil indígenas guaraníes misioneros.
Desde el año 1919 siguiendo a Raúl Montero Bustamante, se acostumbra tomar el 24 de diciembre de 1726 como fecha fundacional de la ciudad.

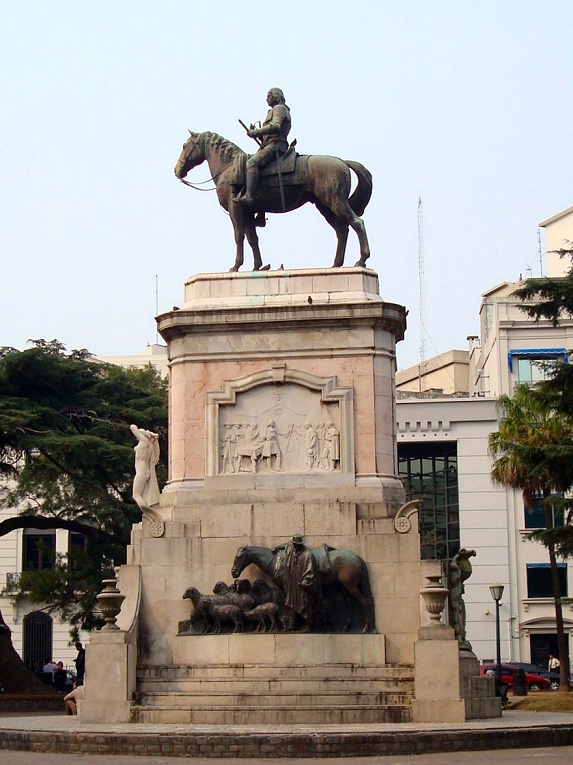
Monumento ecuestre a Bruno Mauricio de Zabala, fundador de Montevideo

Los españoles comenzaron a poblar la nueva ciudad, inicialmente con seis familias provenientes de Buenos Aires y luego con 50 familias, unas 250 personas, originarias de las Islas Canarias, llamadas por los lugareños guanches (aborígenes canarios) o canarios, si bien ya había un poblador desde hacía tres años, el italiano Jorge Burgues.

Casa del Gobernador, sede de la Gobernación de Montevideo y más tarde del Poder Ejecutivo de Uruguay

El 20 de diciembre de 1726 se confeccionó un padrón de habitantes y, finalmente, el 24 de diciembre se trazó un plano delineatorio y se la designó como San Felipe y Santiago de Montevideo, nombre que posteriormente sería abreviado en Montevideo. Según el padrón oficial, en sus orígenes estuvo compuesta por cincuenta familias de origen canario, más 1000 indios tapes (guaraníes) a los que se le sumaran africanos de origen bantú de los reinos de Benguela, Ngola y Kongo como esclavos.

Sus límites desde el 24 de diciembre de 1726, comprendían los territorios desde la boca del arroyo Cufré en el oeste, hasta el cerro Pan de Azúcar al este, llegando por el norte desde las nacientes de los ríos San José y Santa Lucía siguiendo la línea de la Cuchilla Grande hasta el cerro Ojosmín, que se encuentra en el actual departamento de Flores. Corresponde a los actuales departamentos de Montevideo, Canelones y parte de los de San José, Flores, Florida, Lavalleja y Maldonado.

El nombramiento del Cabildo de indias formado por vecinos, de la “Plaza Fuerte y Puerto de San Felipe y Santiago de Montevideo”, llegó recién el 20 de diciembre de 1729.

El primer gobernador de Montevideo, nombrado por el rey Fernando VI en 1750, fue el Mariscal José Joaquín de Viana.
La importancia de Montevideo como principal puerto del Virreinato del Río de la Plata le granjeó en varias oportunidades enfrentamientos con la capital Buenos Aires.

### Invasiones inglesas
El 3 de febrero de 1807, las tropas británicas al mando del general Samuel Auchmuty y del almirante Charles Stirling ocupan la ciudad, que sería liberada el 9 de septiembre del mismo año tras la rendición de John Whitelocke ante las milicias formadas por orientales y argentinos provenientes de Buenos Aires.

### Capital del Virreinato del Río de la Plata
En la Revolución de mayo de 1810 y durante el levantamiento revolucionario de las provincias del Río de la Plata, el poder español trasladó la capital del virreinato a la ciudad. Ese año y el siguiente los revolucionarios orientales de José Gervasio Artigas se unieron a Buenos Aires en contra de España.

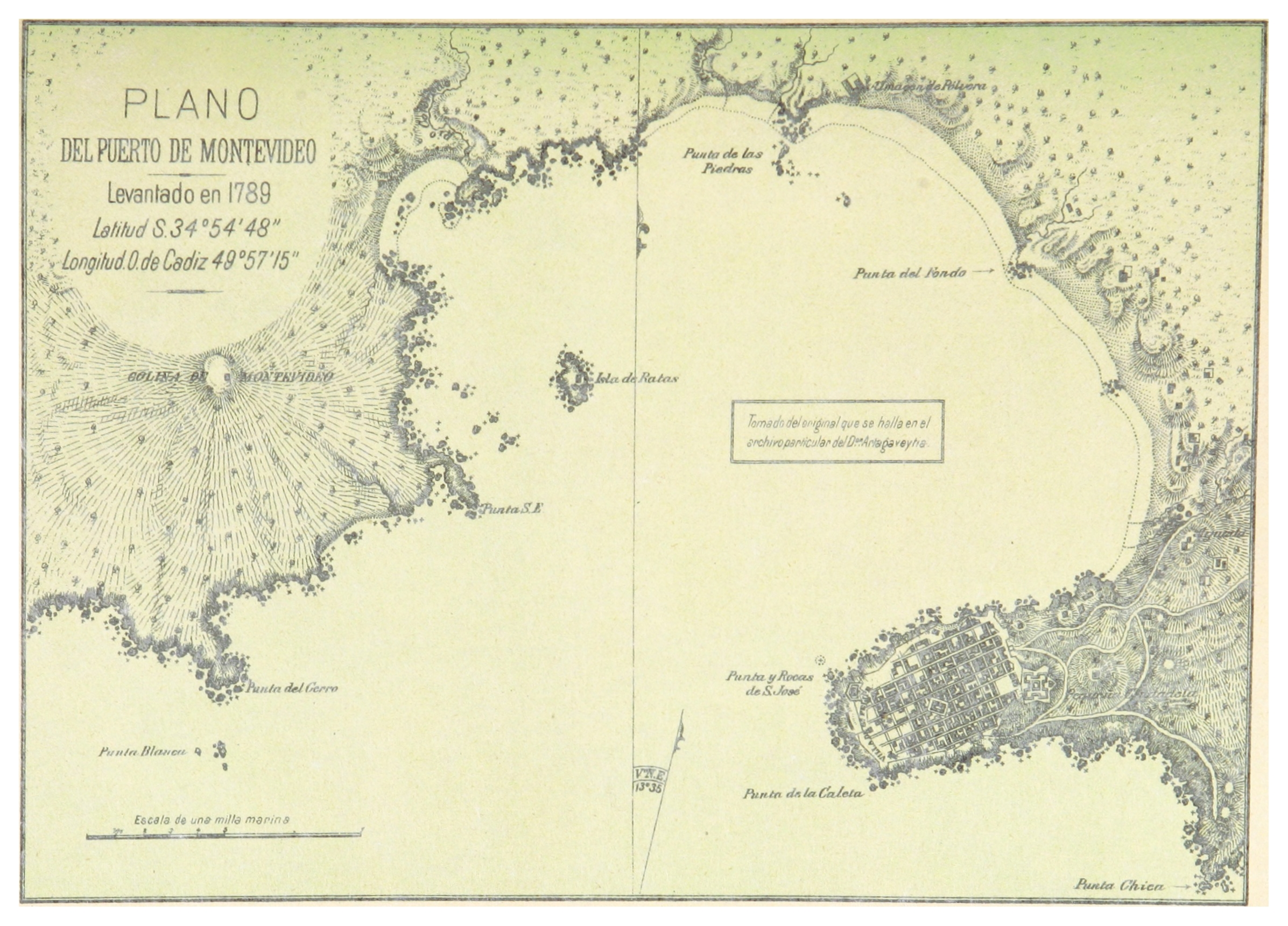
Mapa de la Bahía y ciudad de Montevideo en 1789

Desde Montevideo gobernaron las últimas autoridades hispanas, Francisco Javier de Elío en carácter de virrey, y Gaspar de Vigodet como capitán general dependiente del Perú.

### Invasión brasileña e independencia
El gobernador español fue expulsado en 1814 al finalizar el Sitio de Montevideo. En 1816, sin embargo, Portugal invadió el recién liberado territorio y en 1821 se anexionó la Banda Oriental a Brasil. Juan Antonio Lavalleja y sus compañeros, los Treinta y Tres Orientales, restablecieron la independencia en 1825. Tras la firma de la Convención Preliminar de Paz y la consolidación de Uruguay como Estado independiente en 1828, la ciudad fue establecida como capital nacional.
El 25 de agosto de 1829, la Asamblea General Constituyente del nuevo Estado Oriental aprobó la ley por la que se disponía la demolición de la fortificación de Montevideo apoyada por Lucas Obes y en septiembre de ese año se comenzó con la demolición del portón Viejo o de San Pedro ubicado a la altura de las actuales calles 25 de Mayo y Bartolomé Mitre (San Pedro y San Telmo, en ese entonces); inmediatamente se procedió a la apertura de otros seis boquetes en el muro este de la fortificación y los trabajos de demolición de la imponente Ciudadela (que ocupaba aproximadamente la mitad oeste, lado Juncal, de la actual Plaza Independencia) se iniciarán más tarde, en 1833.

### La «Ciudad Nueva»
A poco de dar término a dicha apertura de las murallas, en octubre de 1829, el Sgto. Mayor José María Reyes fue encargado de delinear ‘sin demora’ el trazado urbano de la ciudad nueva, es decir, una ampliación de la ciudad de Montevideo que permitiera acoger con su urbanización, a los vecinos radicados más allá de las murallas.

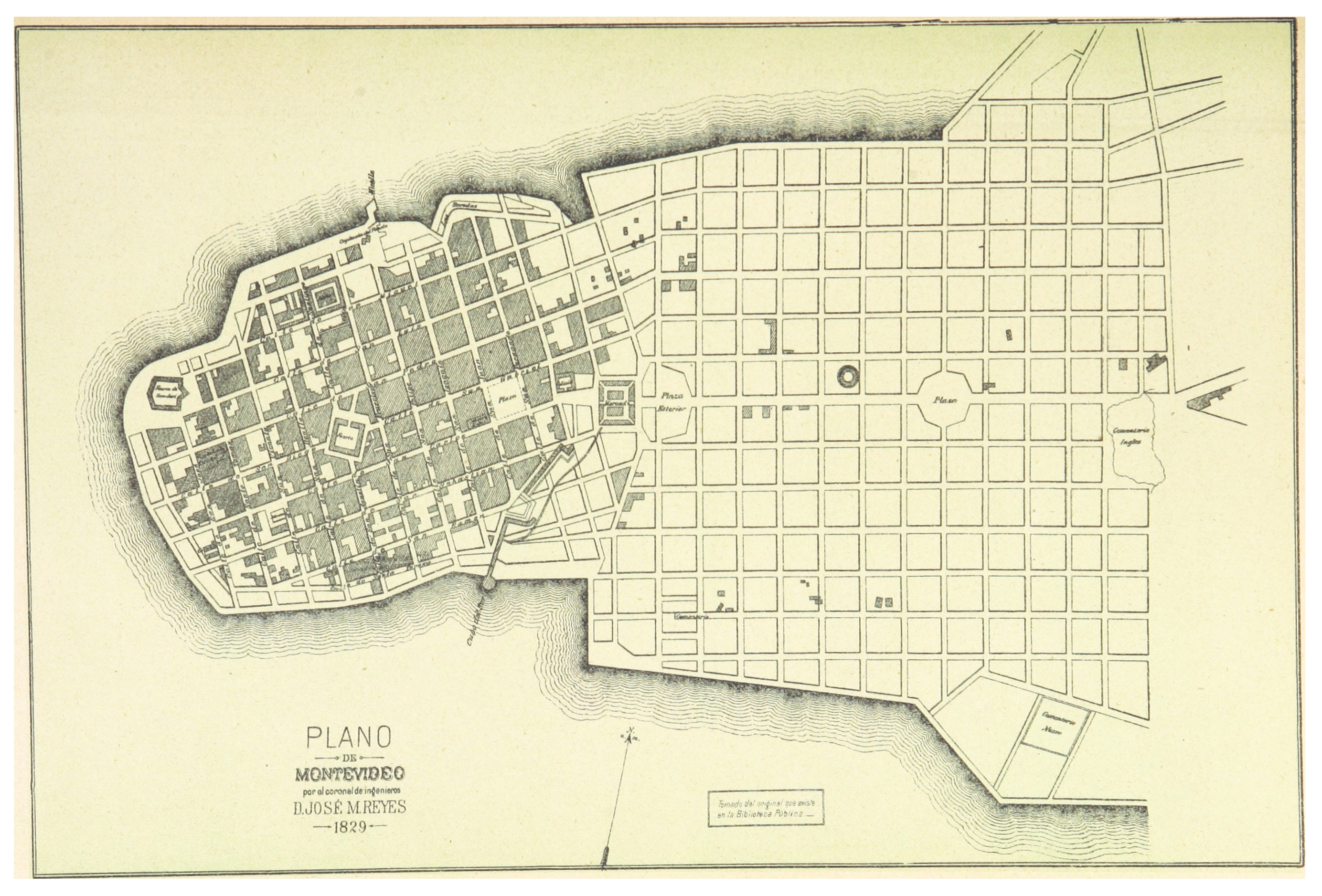
Plano de Montevideo en 1829 con la Ciudad Vieja ya edificada a la izquierda y el trazado del ensanche llamado Ciudad Nueva a la derecha

El nuevo perímetro con el que se desarrollaba la ciudad, se ubicaba en el llamado Campo de Marte, que correspondía a la extensión comprendida entre la muralla y el ejido de Montevideo. Dentro de tal «perímetro delineó Reyes la «nueva ciudad», compuesta de 136 manzanas de cien varas de lado, y dos plazas que corresponden aproximadamente a la mitad este de la actual plaza Independencia y a la actual plaza Cagancha; ese trazado, con pocas modificaciones, subsiste aún en la parte de Montevideo comprendida entre las calles Florida [al oeste], Galicia [al norte], Médanos [al este, actual Javier Barrios Amorín] e Isla de Flores [al sur], que es la “Ciudad nueva” propiamente dicha» (p. 3) El plano de Reyes preveía también el Cementerio Nuevo, actual Cementerio Central.

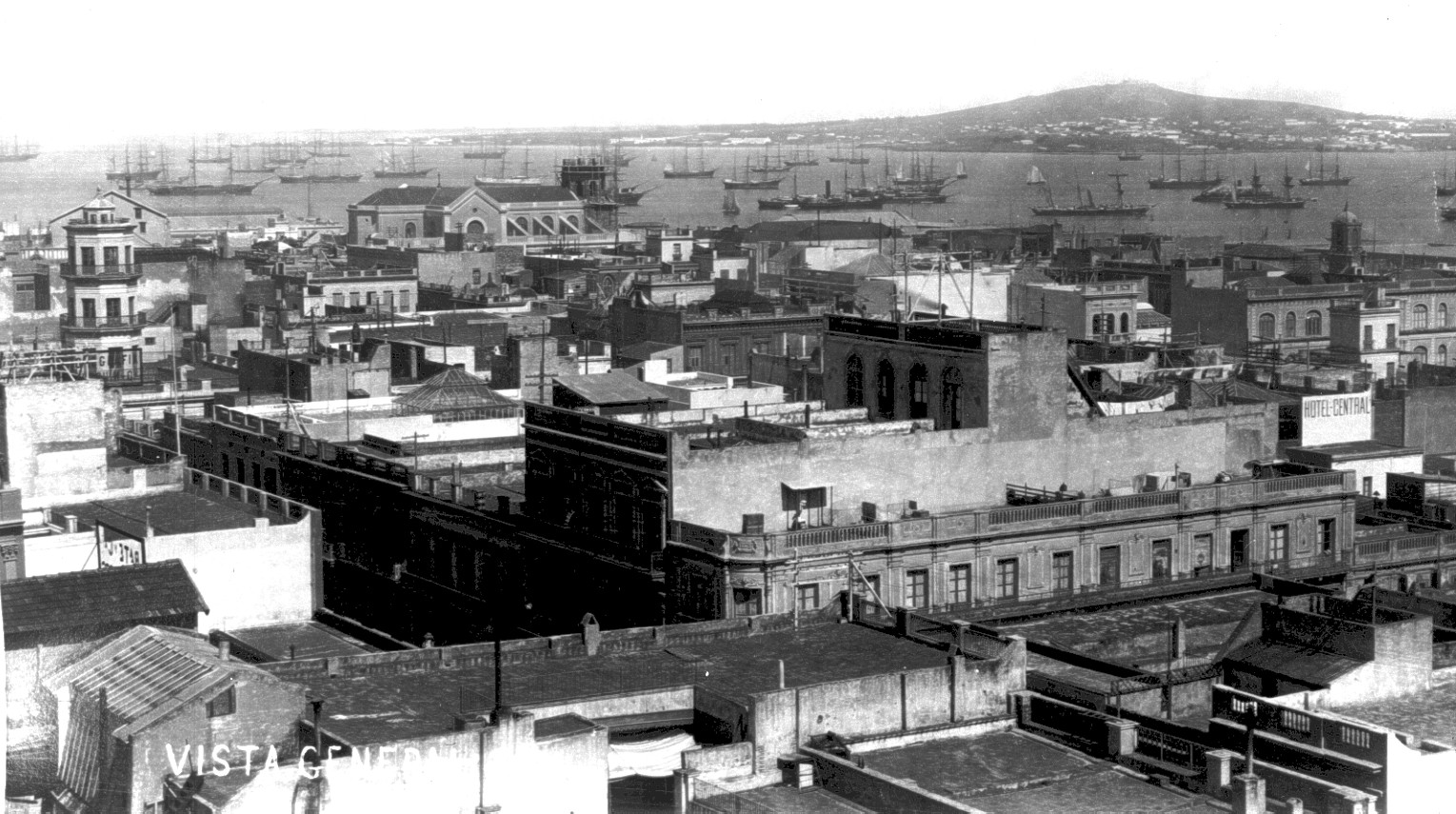
Cerro de Montevideo desde la ciudad, en 1865

Cabe notar que, en la terminología de la época, la vara es una medida de longitud (correspondiente a dos codos, tres pies o cuatro palmos) y que, en nuestro caso, se habla de vara castellana, cuya longitud es de 0,8359 m. El nuevo trazado, con manzanas de 100 varas de lado, corresponde con el de la Ciudad Vieja de Montevideo (de Domingo Petrarca y Pedro Millán) y se distingue, por ejemplo, del primitivo trazado de Buenos Aires, con manzanas de 140 varas de lado.
El encargo hecho a José María Reyes en 1829, se transforma, pues, en trazado definitivo, dibujado en 1836 por Juan Manuel Besnes e Irigoyen (cuyo original se conserva en la Biblioteca Nacional). En líneas generales, este primer ensanche del casco colonial, corresponde en la ciudad contemporánea al barrio Centro. (p. 19)
El plano de Reyes toma como eje del trazado «la calle Real que va al Cordón» o «continuación de la calle San Carlos (Sarandí)», es decir, la actual Av. 18 de Julio, trazada en línea recta desde la puerta exterior del Mercado (antigua Ciudadela) y siguiendo la loma de la colina hasta el empalme con el Camino de Maldonado (actual cruce de 18 de Julio con Barrios Amorín).
El nuevo amanzanamiento en damero que surge en torno a este eje, desconoce las virtudes del antiguo damero de la ciudad vieja, cuyo trazado preveía la orientación a medios rumbos para un mejor asoleamiento de las calles.
En este plano de Reyes, la calle principal tiene 30 varas de ancho (25,08 m), mientras que las calles longitudinales y transversales son de 20 varas (16,72 m), con excepción de la calle Uruguay de 25 varas (20,90 m). Cabe notar que el primitivo trazado para las calles de la ciudad vieja era de 12 varas (10,03 m).
Reconociendo el tránsito de aguateros, el plano también preveía una calle diagonal (de 25 varas) hacia La Aguada, calle que iba desde Uruguay y Paraguay hasta Galicia y Rondeau, es decir, un tramo de la que posteriormente se transformará en Diagonal Agraciada, actual Av. del Libertador. (p. 20)

### Guerras civiles
En los años 1830, la actualidad nacional estuvo dominada por el enfrentamiento entre los caudillos Manuel Oribe y Fructuoso Rivera, los dos revolucionarios que habían luchado bajo el mando del jefe Juan Antonio Lavalleja en 1825 contra el Imperio del Brasil. Los bandos se llamaron respectivamente blanco y colorado, según el color de la divisa con las que se identificaban.

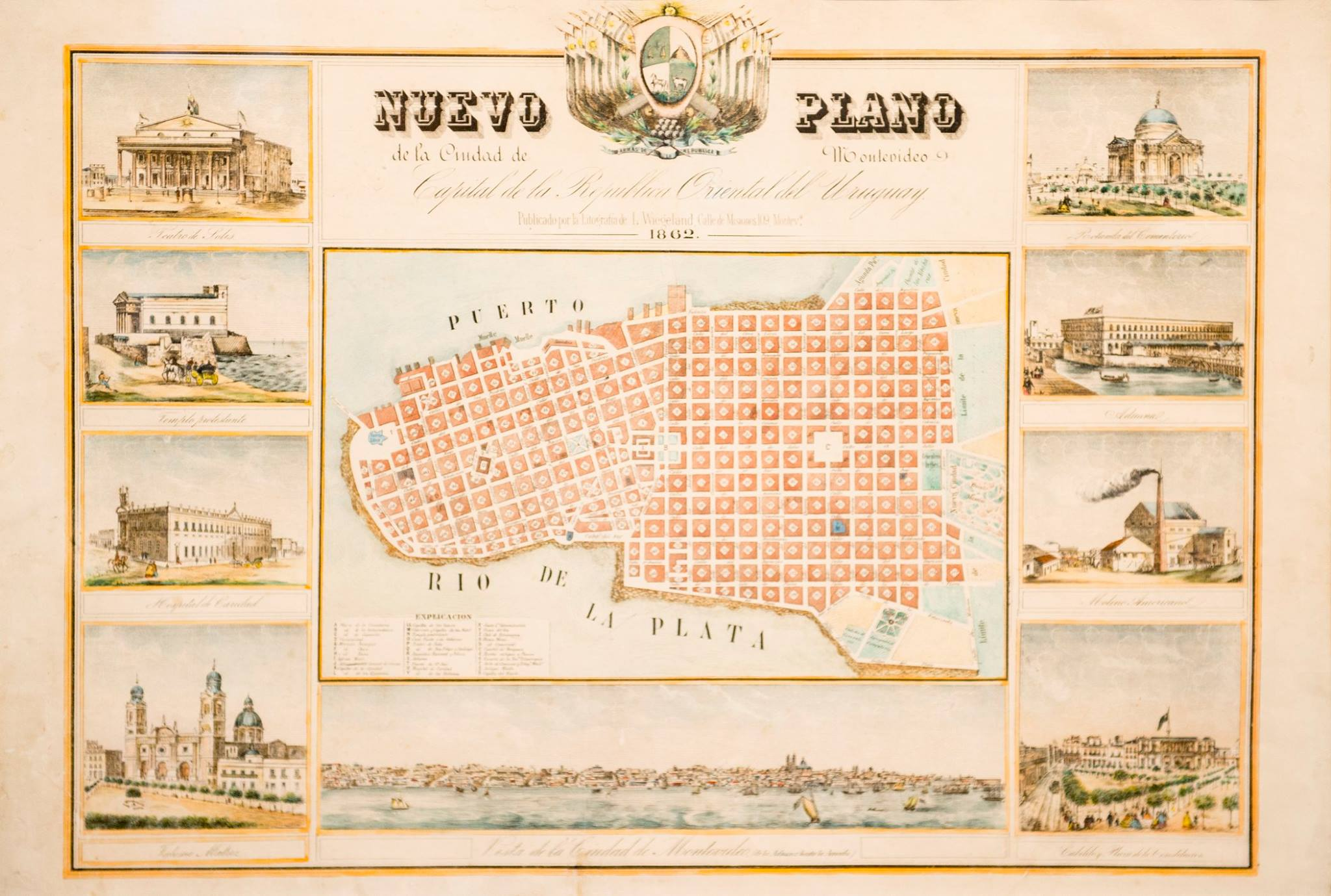
Nuevo plano de Montevideo, de 1862

La ciudad sufrió un sitio de ocho años entre 1843 y 1851 durante la Guerra Grande, que había comenzado en 1839, en la cual se enfrentaron entre otros los citados caudillos que dominaban la política local. Durante ese tiempo, sin embargo, Montevideo se abasteció por mar con apoyo inglés y francés. Los blancos (pro argentinos) y fuerzas argentinas sitiaron a los colorados (pro brasileños, pro franceses e italianos), quienes ayudados por la Legión Francesa, la Legión Italiana, La legión Vasca y un batallón de negros y pardos con la ayuda del Brasil resistieron, y a la postre vencieron asumiendo su líder Rivera el poder. Las luchas se reanudaron en 1855, manteniendo el control los colorados hasta 1865. Cinco años después el Partido Colorado uruguayo se alió tanto con Brasil como con Argentina en la guerra de la Triple Alianza contra Paraguay, al desplazar del poder al Partido Blanco uruguayo que había estado en el gobierno, que presidía Atanasio Cruz Aguirre y contra el cual se rebeló Venancio Flores, líder del Partido Colorado.
El Terremoto del Río de la Plata de 1888 fue el primer movimiento telúrico registrado en la historia de la ciudad.
Hacia 1860, el comercio era la principal fuente de ingresos para la ciudad. Su principal rival era la vecina Buenos Aires. En 1889 los equipos de fútbol de ambas ciudades disputaron lo que sería uno de los primeros partidos internacionales entre representantes de sus respectivos países.
Entre 1875 y 1894, otros hechos destacados fueron el motín de la plaza Matriz, la quiebra del banco de Mauá, la creación del Obispado de Montevideo, la llegada de los primeros teléfonos y fonógrafos, la fundación de la Escuela de Artes y Oficios, el atentado contra el presidente Máximo Santos, la inauguración del alumbrado público, la fundación del barrio Reus, la quiebra del Banco Nacional, la inauguración de la Universidad y de la estación Central, así como la construcción de un nuevo puerto.

### Inmigración europea y crecimiento urbano

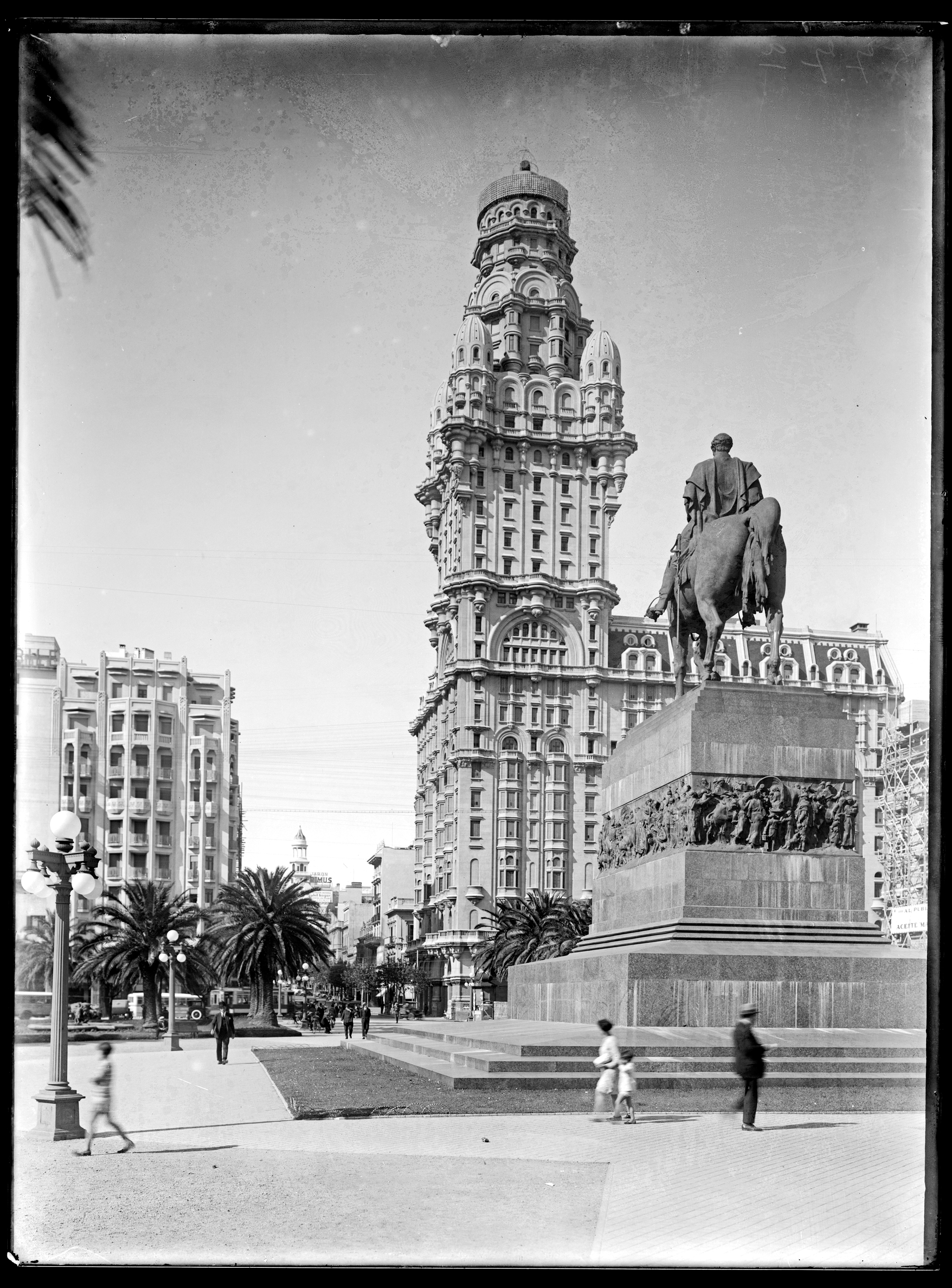
Plaza Independencia en 1929.

A principios del siglo XX muchos europeos, sobre todo de España y de Italia pero, además, varios miles de centroeuropeos inmigraron a la ciudad y, antes de 1908 el 30% de la población era extranjera. En ese entonces su población era de 309 331 habitantes. En la misma década surgieron y crecieron nuevos barrios como Victoria, Cerro, Pocitos, Cordón, Prado y Villa Colón lo mismo que los parques Rodó y Central, que también funcionarían como polos de desarrollo urbano.
Durante las primeras décadas se desarrollaron en el país fuertes avances sociales con repercusiones principalmente urbanas, como el derecho al divorcio en 1907 y el de las mujeres a sufragar.
Entre 1900 y 1910, también fueron hechos destacados la construcción de la Rambla, las huelgas de los tranviarios, panaderos y portuarios, la llegada de los tranvías eléctricos, la creación de las Intendencias Municipales y la inauguración del nuevo puerto.

El Puerto de Montevideo fue punto de llegada de miles de inmigrantes durante el siglo XX.

En 1913, la ciudad cubrió toda la bahía y las localidades de Villa del Cerro y La Teja fueron oficialmente anexadas a Montevideo, convirtiéndose en dos de sus barrios.
A partir de la década de 1920 fueron inauguradas en Montevideo varias obras arquitectónicas de relevancia como el monumento a Artigas en la Plaza Independencia (1923), el Palacio Legislativo (1925) y el estadio Centenario (construido para el campeonato mundial de fútbol de 1930, que Uruguay ganaría). El 27 de diciembre de 1931 se inauguró el monumento a Bruno Mauricio de Zabala en la plaza que lleva su nombre.
Después de los años 1950, la dictadura militar (1973-1985) y el estancamiento económico iniciado a mediados de los años 1950 causaron un fuerte retroceso de la ciudad. Hubo grandes problemas de abastecimiento, el ciclo inmigratorio se invirtió, y desde 1968 Montevideo vivió una marcada violencia social y política. Esos fueron los años del surgimiento de la guerrilla del Movimiento de Liberación Nacional-Tupamaros.

### Fines delsigloXXy principios delXXI

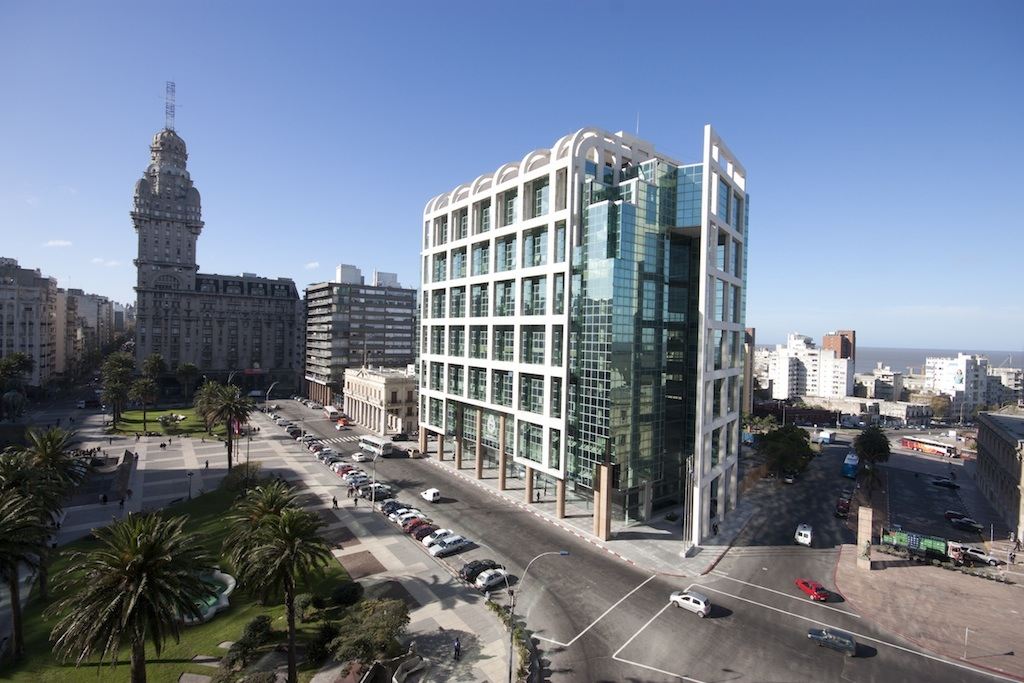
Palacio Salvo en la Plaza Independencia, a la derecha puede verse la Torre Ejecutiva, sede de la Presidencia de la República

En la década de 1980, el papa Juan Pablo II visitó la ciudad en dos ocasiones. La primera vez, en abril de 1987, cuando el papa, firmó un acuerdo de mediación entre Argentina y Chile por el conflicto del canal de Beagle.
También celebró una gran misa en Tres Cruces, declarándose monumento la cruz colocada tras el altar. La segunda, en 1988 cuando el Papa regresó al país y además de la capital visitó Florida, Salto y Melo.
En abril de 2006, Montevideo fue calificada por la consultora Mercer Human Resources Consulting como la ciudad en América Latina con la mejor calidad de vida, en el puesto setenta y seis a escala mundial sobre un total de trescientas cincuenta ciudades.
El Poder Ejecutivo uruguayo tuvo varias sedes en Montevideo a lo largo de la historia. Originalmente alojado en el Palacio Estévez sobre la plaza Independencia, en 1985 el presidente Julio María Sanguinetti mudó las oficinas al nuevo y más amplio edificio Libertad, construido durante la dictadura que le precedía para ser sede del Ministerio de Defensa. El edificio anterior quedó en uso para funciones protocolares y en 1999 se instaló allí el Museo de la Casa de Gobierno.
La Torre Ejecutiva, actual casa de gobierno fue inaugurada en el año 2009 por el presidente Tabaré Vázquez, tras la culminación de un edificio adyacente al Palacio Estévez sobre la plaza Independencia que fuera originalmente concebido como Palacio de Justicia. Los planes para construir una sede del Poder Judicial en esa ubicación databan de la década de 1930, y en 1967 comenzaron las obras. Sin embargo, los problemas económicos en los que entró el Uruguay en los años siguientes le impidieron al gobierno uruguayo continuar con el proyecto, por lo que es la estructura quedó inconclusa varias décadas hasta su culminación.

## Geografía

Vista de Montevideo desde la EEI. Puede apreciarse la mezcla de sedimentos provenientes de la cuenca del Río de la Plata.

La ciudad cuenta con la bahía de Montevideo  que forma un puerto natural, siendo el mismo el más importante del país y uno de los más importantes del Cono Sur. Es además el mejor puerto natural de la región, y por él fluyen las cargas del Mercosur, convirtiéndose en un punto clave de la economía uruguaya y su comercio exterior.

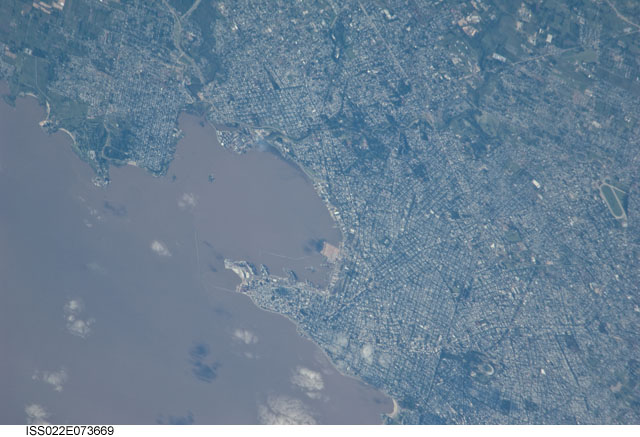
Bahía de Montevideo sobre el Río de la Plata con la ciudad

El desarrollo urbano hace difícil apreciar el relieve donde se asienta, que presenta algunas leves ondulaciones. Las principales formaciones son las cuchillas de Pereira y la Grande, sobre la que corre la avenida 18 de Julio. Su punto más elevado es el cerro de Montevideo, coronado por una fortaleza a 136 m s. n. m. En su cima se encuentra un faro sobre una torre circular de mampostería situado a 148 m, siendo el mayor del Río de la Plata. Por su parte, el punto más alto del cerrito de la Victoria se encuentra a 72 m s. n. m. Se destaca por su iglesia de ladrillos, visible desde varios puntos de la ciudad y declarada santuario nacional.

### Hidrografía
Montevideo tiene costas sobre este el estuario del Río de la Plata, el cual presenta frente a la ciudad un alto nivel de salinidad y de oleaje producto de las mareas, ya que frente a sus costas se mezclan aguas de los ríos Paraná y Uruguay y del océano Atlántico, variando el color de las mismas (pero generalmente más claras que las de otras ciudades rioplatenses). Sumado a que sea considerado el curso fluvial más ancho del mundo, contribuye a que los montevideanos llamen «mar» a su costa.
El departamento de Montevideo es delimitado por los ríos Santa Lucía, que marca su extremo oeste, el Arroyo Las Piedras, que marca su extremo norte, y el arroyo Carrasco, que al este separa la ciudad de Montevideo de la Ciudad de la Costa, del departamento de Canelones. Los arroyos Miguelete y Pantanoso, que atraviesan su casco urbano y desembocan en la bahía de Montevideo, presentan altos niveles de polución en sus aguas. Otro arroyo históricamente importante es el entubado y muy contaminado Quitacalzones, llamado así porque el atravesarlo a pie obligaba, para mayor comodidad, quitarse los amplios «calzones» que se usaron hasta fines del siglo XIX.
Desde los 1860 fueron siendo soterrados otros pequeños arroyos y cañadas como el arroyo del Cerrito que era afluente por la izquierda del Miguelete y cursaba inmediatamente al sur del célebre Cerrito de la Victoria. También era afluente del Miguelete, el breve y poco caudaloso arroyo Morales. Casi paralelo al Morales, aunque directo afluente al Río de la Plata, en la bahía de Montevideo se encontraba el arroyo Seco que cursaba por lo que hoy es el microcentro de la ciudad. Al este de la ciudadela se destacaba el arroyo de los Pocitos que afluía de norte a sur directamente al Río de la Plata. Tal arroyo tenía por afluente oriental un ramblizo llamado cañada de los Pocitos.

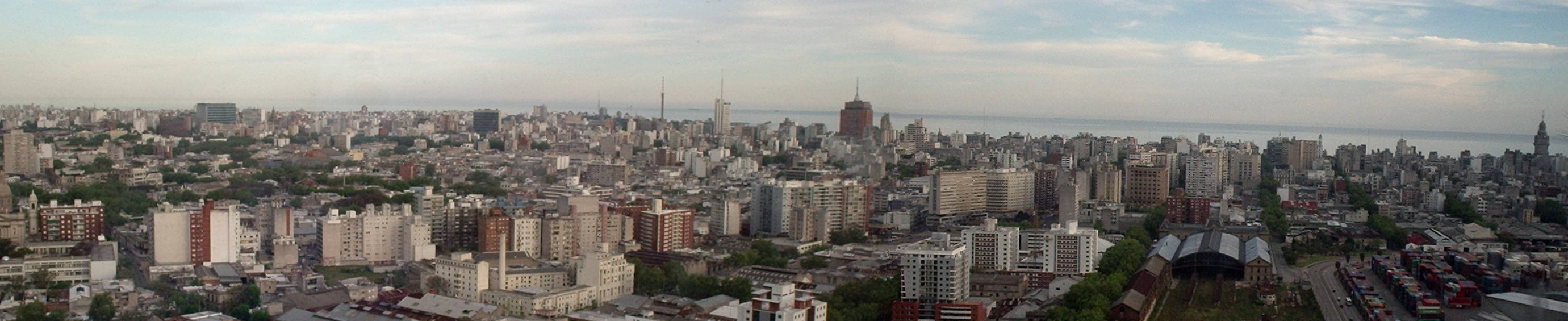
Foto Panorámica de los barrios Aguada, Centro y Cordón de Montevideo, tomada desde la torre de Antel. Se distingue el edificio de la intendencia de Montevideo (centro), el palacio Salvo (derecha) y la Estación Central General Artigas abajo a la derecha. Además, a su derecha se encuentra el Puerto de Montevideo que se ubica en la Bahía de Montevideo.

### Clima

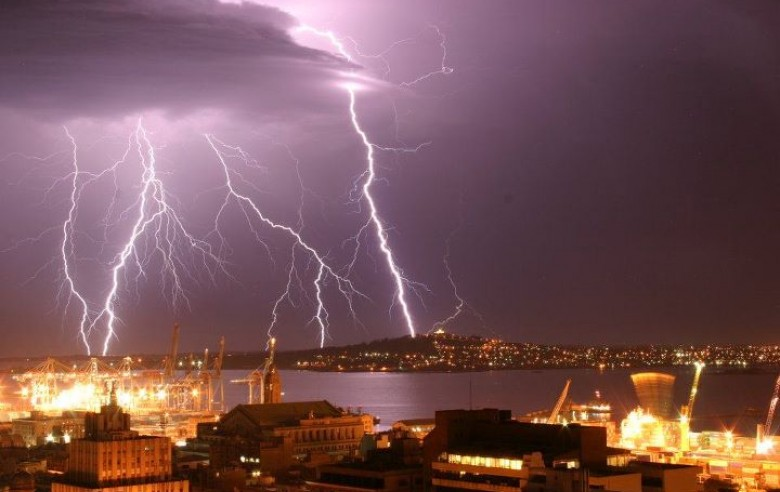
Tormenta eléctrica sobre la bahía de Montevideo

Montevideo tiene un clima subtropical húmedo (Cfa, según la clasificación climática de Köppen) con patrones de precipitación propios del clima oceánico (Cfb), con un promedio anual de 17,3 °C. El clima de la ciudad se caracteriza por tener temperaturas relativamente templadas durante todo el año, sin mucho frío ni mucho calor. Montevideo está en una latitud media, lo que hace que la ciudad experimente 4 estaciones bien diferenciadas, siendo el invierno entre junio y agosto, y el verano entre diciembre y febrero. Al ser una ciudad costera, suele ser bastante ventosa durante todo el año.
El invierno es fresco, húmedo, ventoso y nublado. Los fuertes vientos del sur, a veces provocados por ciclones extratropicales, son bastante comunes en esta época, al igual que días lluviosos y nieblas.
La temperatura a veces disminuye debajo de los 0 °C, y durante los días más fríos puede llegar a caer aguanieve o graupel, pero las nevadas son prácticamente inexistentes. Sin embargo, períodos de temperaturas más altas de lo normal pueden ocurrir en pleno invierno, elevando las temperaturas por encima de los 20 °C. A estos períodos se los conoce como «veranillos». La parte más fría del invierno suele ser a fines de junio y a principios de julio, siendo agosto por lo general levemente más templado. Las máximas en los meses de invierno suelen ubicarse entre los 10 °C y los 20 °C, mientras que las mínimas entre 0 °C y 12 °C, con temperaturas promedio levemente por encima de los 10 °C.
El verano es cálido y húmedo, con poco viento. Si bien rara vez las temperaturas suben encima de 35 °C, la humedad, falta de viento y los altos índices ultravioletas provocan que el calor se sienta mucho más. La brisa húmeda proveniente del Río de la Plata durante las tardes provoca una pequeña baja de la temperatura, aliviando el calor. Tormentas y chubascos breves son comunes, aunque a veces pueden ser bastante fuertes. Durante el verano son comunes las olas de calor, con máximas alrededor de 35 °C y mínimas sobre los 20 °C. Sin embargo, también es común que luego de las olas de calor, llegue un viento frío que trae tormentas y descensos de temperatura, tras los cuales le siguen días ventosos y frescos, con máximas levemente por encima de los 20 °C y noches frescas con menos de 15 °C. Las máximas en verano suelen estar entre los 24 °C y 32 °C, mientras que las mínimas entre 14 °C y 22 °C, con temperaturas promedio de 23 °C. Se recomienda utilizar protección solar alta ya que Uruguay está ubicado en una zona donde los rayos UV son más intensos que en el resto del planeta, debido a que el campo magnético terrestre es más débil. La Anomalía magnética del Atlántico Sur hace a la región más vulnerable a las radiaciones cósmicas nocivas.
La primavera y otoño se caracterizan por temperaturas templadas en el día disminuyendo bastante en la noche. La temperatura en estas estaciones varía según el año, puede haber primaveras y otoños más cálidos o fríos. Son normales los cambios bruscos de temperatura debido al avance de las masas de aire frías y cálidas, haciendo que se puedan dar temperaturas veraniegas e invernales en un periodo corto de tiempo, especialmente durante la primavera. Generalmente estos cambios vienen acompañados de tormentas y vientos fuertes.
El patrón de tiempo más común en la ciudad son vientos del sector norte que traen aire cálido seco si viene del noroeste y húmedo si viene del noreste, seguido por un frente frío del sur que suele traer lluvia, tormentas, viento y descenso de temperatura, con aire frío y seco si viene del suroeste (pampero), y frío y húmedo si viene del sureste (sudestada). Este ciclo se repite casi siempre durante todo el año.
La temperatura más baja registrada es de -5,6 °C mientras que la más alta es de 42,8 °C. La lluvia cae regularmente a lo largo del año, llegando a alrededor de unos 1142 mm. La caída de nieve es un evento extremadamente raro en la ciudad, solo en contadas ocasiones se han producido neviscas. La última vez que nevó fue el 13 de julio de 1930, durante el primer partido de la historia de la Copa Mundial de Fútbol.
| Parámetros climáticos promedio de Montevideo (Prado), normales 1991–2020, extremos 1901–2020                              | Parámetros climáticos promedio de Montevideo (Prado), normales 1991–2020, extremos 1901–2020 | Parámetros climáticos promedio de Montevideo (Prado), normales 1991–2020, extremos 1901–2020 | Parámetros climáticos promedio de Montevideo (Prado), normales 1991–2020, extremos 1901–2020 | Parámetros climáticos promedio de Montevideo (Prado), normales 1991–2020, extremos 1901–2020 | Parámetros climáticos promedio de Montevideo (Prado), normales 1991–2020, extremos 1901–2020 | Parámetros climáticos promedio de Montevideo (Prado), normales 1991–2020, extremos 1901–2020 | Parámetros climáticos promedio de Montevideo (Prado), normales 1991–2020, extremos 1901–2020 | Parámetros climáticos promedio de Montevideo (Prado), normales 1991–2020, extremos 1901–2020 | Parámetros climáticos promedio de Montevideo (Prado), normales 1991–2020, extremos 1901–2020 | Parámetros climáticos promedio de Montevideo (Prado), normales 1991–2020, extremos 1901–2020 | Parámetros climáticos promedio de Montevideo (Prado), normales 1991–2020, extremos 1901–2020 | Parámetros climáticos promedio de Montevideo (Prado), normales 1991–2020, extremos 1901–2020 | Parámetros climáticos promedio de Montevideo (Prado), normales 1991–2020, extremos 1901–2020 |
| Mes | Ene.                                                                                         | Feb.                                                                                         | Mar.                                                                                         | Abr.                                                                                         | May.                                                                                         | Jun.                                                                                         | Jul.                                                                                         | Ago.                                                                                         | Sep.                                                                                         | Oct.                                                                                         | Nov.                                                                                         | Dic.                                                                                         | Anual                                                                                        |
| --- | -------------------------------------------------------------------------------------------- | -------------------------------------------------------------------------------------------- | -------------------------------------------------------------------------------------------- | -------------------------------------------------------------------------------------------- | -------------------------------------------------------------------------------------------- | -------------------------------------------------------------------------------------------- | -------------------------------------------------------------------------------------------- | -------------------------------------------------------------------------------------------- | -------------------------------------------------------------------------------------------- | -------------------------------------------------------------------------------------------- | -------------------------------------------------------------------------------------------- | -------------------------------------------------------------------------------------------- | -------------------------------------------------------------------------------------------- |
| Temp. máx. abs. (°C) | 42.8                                                                                         | 40.3                                                                                         | 38.4                                                                                         | 36.7                                                                                         | 32.0                                                                                         | 27.8                                                                                         | 29.8                                                                                         | 32.6                                                                                         | 32.2                                                                                         | 35.8                                                                                         | 38.2                                                                                         | 40.8                                                                                         | 42.8                                                                                         |
| Temp. máx. media (°C) | 27.8                                                                                         | 27.0                                                                                         | 25.3                                                                                         | 22.0                                                                                         | 18.5                                                                                         | 15.6                                                                                         | 14.7                                                                                         | 16.7                                                                                         | 17.9                                                                                         | 20.7                                                                                         | 23.7                                                                                         | 26.4                                                                                         | 21.4                                                                                         |
| Temp. media (°C) | 23.3                                                                                         | 22.8                                                                                         | 21.2                                                                                         | 18.1                                                                                         | 14.8                                                                                         | 11.9                                                                                         | 11.0                                                                                         | 12.6                                                                                         | 13.9                                                                                         | 16.5                                                                                         | 19.2                                                                                         | 21.8                                                                                         | 17.3                                                                                         |
| Temp. mín. media (°C) | 18.8                                                                                         | 18.6                                                                                         | 17.1                                                                                         | 14.1                                                                                         | 11.0                                                                                         | 8.1                                                                                          | 7.3                                                                                          | 8.5                                                                                          | 9.9                                                                                          | 12.4                                                                                         | 14.7                                                                                         | 17.1                                                                                         | 13.1                                                                                         |
| Temp. mín. abs. (°C) | 6.0                                                                                          | 6.8                                                                                          | 3.8                                                                                          | 1.3                                                                                          | -2.0                                                                                         | -5.6                                                                                         | -5.0                                                                                         | -3.8                                                                                         | -2.4                                                                                         | -1.5                                                                                         | 2.5                                                                                          | 5.0                                                                                          | -5.6                                                                                         |
| Precipitación total (mm)                                                                                                  | 94.6                                                                                         | 93.8                                                                                         | 105.8                                                                                        | 111.1                                                                                        | 83.4                                                                                         | 89.4                                                                                         | 93.2                                                                                         | 89.9                                                                                         | 92.1                                                                                         | 102.2                                                                                        | 95.9                                                                                         | 91.3                                                                                         | 1142.7                                                                                       |
| Días de precipitaciones (≥ 1.0 mm)                                                                                        | 6                                                                                            | 6                                                                                            | 6                                                                                            | 7                                                                                            | 6                                                                                            | 7                                                                                            | 6                                                                                            | 7                                                                                            | 7                                                                                            | 7                                                                                            | 7                                                                                            | 7                                                                                            | 79                                                                                           |
| Horas de sol | 294.5                                                                                        | 234.5                                                                                        | 220.1                                                                                        | 162.0                                                                                        | 161.2                                                                                        | 126.0                                                                                        | 142.6                                                                                        | 164.3                                                                                        | 180.0                                                                                        | 226.3                                                                                        | 249.0                                                                                        | 282.1                                                                                        | 2442.6                                                                                       |
| Humedad relativa (%) | 70                                                                                           | 73                                                                                           | 76                                                                                           | 77                                                                                           | 79                                                                                           | 81                                                                                           | 80                                                                                           | 78                                                                                           | 76                                                                                           | 74                                                                                           | 72                                                                                           | 70                                                                                           | 76                                                                                           |
| Fuente n.º 1: Instituto Uruguayo de Meteorología                                                                          |                                                                                              |                                                                                              |                                                                                              |                                                                                              |                                                                                              |                                                                                              |                                                                                              |                                                                                              |                                                                                              |                                                                                              |                                                                                              |                                                                                              |                                                                                              |
| Fuente n.º 2: Instituto Nacional de Investigación Agropecuaria (horas de sol y humedad 1980–2009), NOAA (precipitaciones) |                                                                                              |                                                                                              |                                                                                              |                                                                                              |                                                                                              |                                                                                              |                                                                                              |                                                                                              |                                                                                              |                                                                                              |                                                                                              |                                                                                              |                                                                                              |

### Cambio climático
En el año 2009 la Intendencia de Montevideo creó el Grupo Interdisciplinario de Trabajo en Cambio Climático, que quedó formalizado mediante la resolución Resolución 4125/10. El objetivo del Grupo Interdisciplinario es ayudar a elaborar propuestas, iniciativas y estrategias que permitan abordar el cambio climático. En el Grupo Interdisciplinario participan varios Departamentos administrativos de la Intendencia de Montevideo. Además, el Grupo Interdisciplinario está encargado de articular con el Sistema Nacional de Respuesta al Cambio Climático (SNRCC), el sistema encargado de monitorear los progresos en materia de cambio climático en Uruguay.

### Sismicidad
La región responde a la «falla de Punta del Este», con sismicidad baja. Su última expresión se produjo el 5 de junio de 1888 (137 años) a las 3:20 a. m. (UTC-3), con una magnitud de 5,5 en la escala de Richter.

### Playas
Es posible recorrer cada una de las playas de la ciudad, en vehículo, bicicleta o a pie, por la Rambla de Montevideo, la cual posee una extensión de 22 km desde el puerto capitalino hacia el este. Se destacan playa Ramírez, playa Pocitos, Carrasco, Buceo y Malvín entre las más conocidas.
Asimismo hacia el oeste existen otras playas más agrestes y de acceso individual como la playa del Cerro y playa Santa Catalina.

## Administración y política

### Administración
Desde 2010, la ciudad de Montevideo está dividida en 8 municipios, denominados de la A a la G, cada uno presidido por un alcalde elegido por los ciudadanos inscriptos en dicha circunscripción, en las mismas elecciones que las de la Intendencia de Montevideo y la Junta Departamental. Esta división, según la Intendencia, «tiene por objeto avanzar en la descentralización política y administrativa en el departamento de Montevideo, con la finalidad de profundizar la participación democrática de la ciudadanía en la gestión de gobierno».
Además, existen 18 concejos vecinales desde 1993 que agrupan a los vecinos funcionando como órgano de consulta y debate de propuestas barriales.

### Barrios

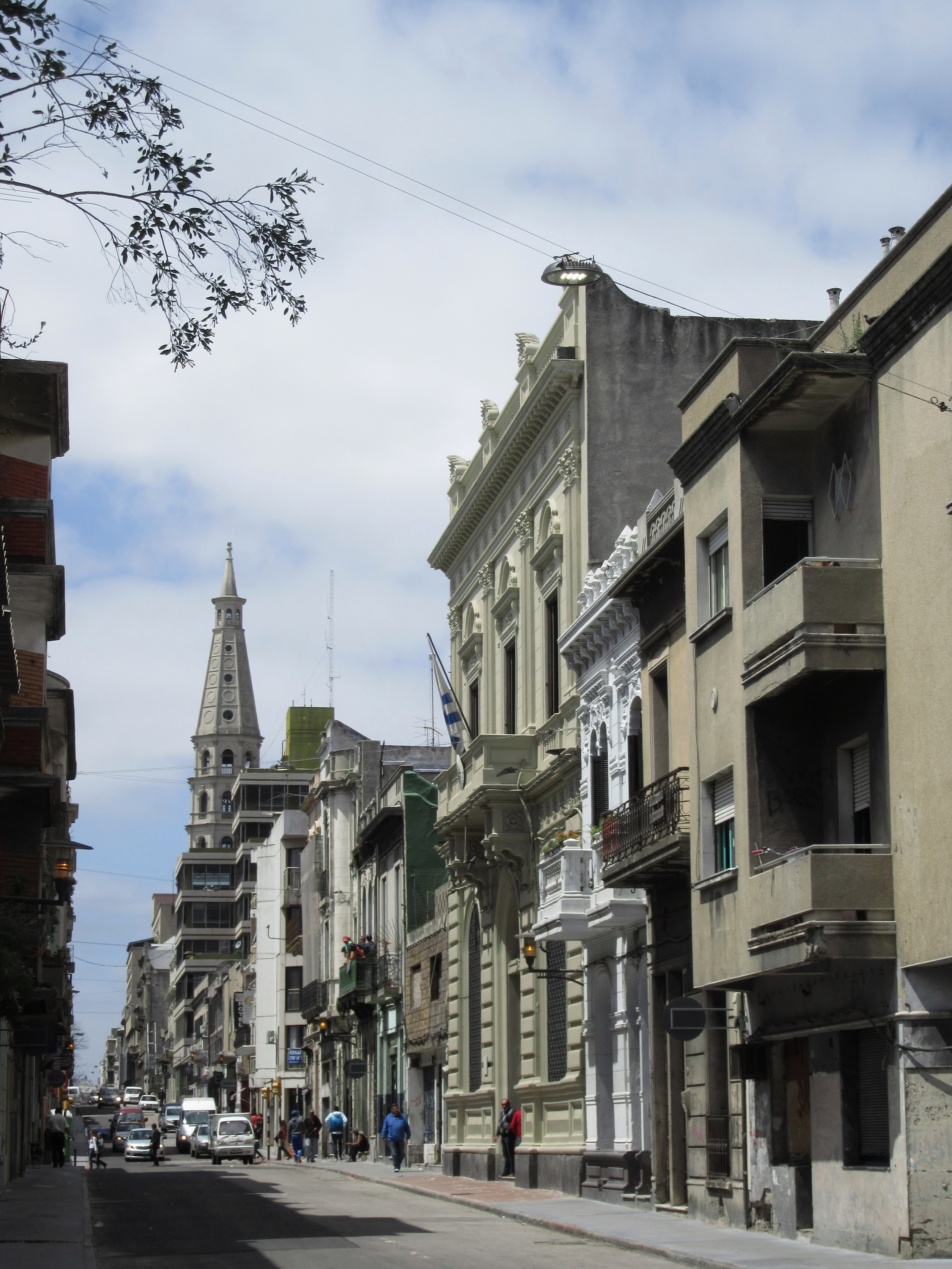
Calle Cerrito en la Ciudad Vieja

El departamento está dividido en 6 municipios: A, B, C, CH, D y E. A la vez, el departamento se divide en 8 CCZ Centros Comunales Zonales. Muchos de los que hoy se consideran barrios de la ciudad fueron en sus comienzos poblaciones geográficamente independientes, pero en el año 1973, según el decreto 498/973, se suprimió la autonomía de las Juntas Locales de Montevideo y se anexaron los pueblos del departamento de manera arbitraria. Tal es el caso de Villa del Cerro, Pueblo Victoria, Villa de la Unión, Maroñas, Sayago, Peñarol, Colón o Pocitos. Otros crecieron en torno a ciertos polos industriales, como los saladeros del Cerro y La Teja las curtiembres de Nuevo París, y otros, por la construcción de complejos habitacionales de grandes proporciones, como Euskal Erría en Malvín Norte o parque Posadas en el Prado.
Un barrio de gran significado es Ciudad Vieja, el nombre dado al casco antiguo de la ciudad. Hasta 1829 estaba rodeada por una muralla que protegía a la ciudad de posibles invasiones. Encierra las construcciones más relevantes de la era colonial y de las primeras décadas de la independencia. Son asimismo barrios relevantes del desarrollo inicial de Montevideo los de Ciudad Vieja, Centro, Barrio Sur, La Aguada, Villa Muñoz, Cordón, Palermo, Parque Rodó, Tres Cruces, Unión y Cerrito de la Victoria.

## Urbanismo

### Parques y jardines

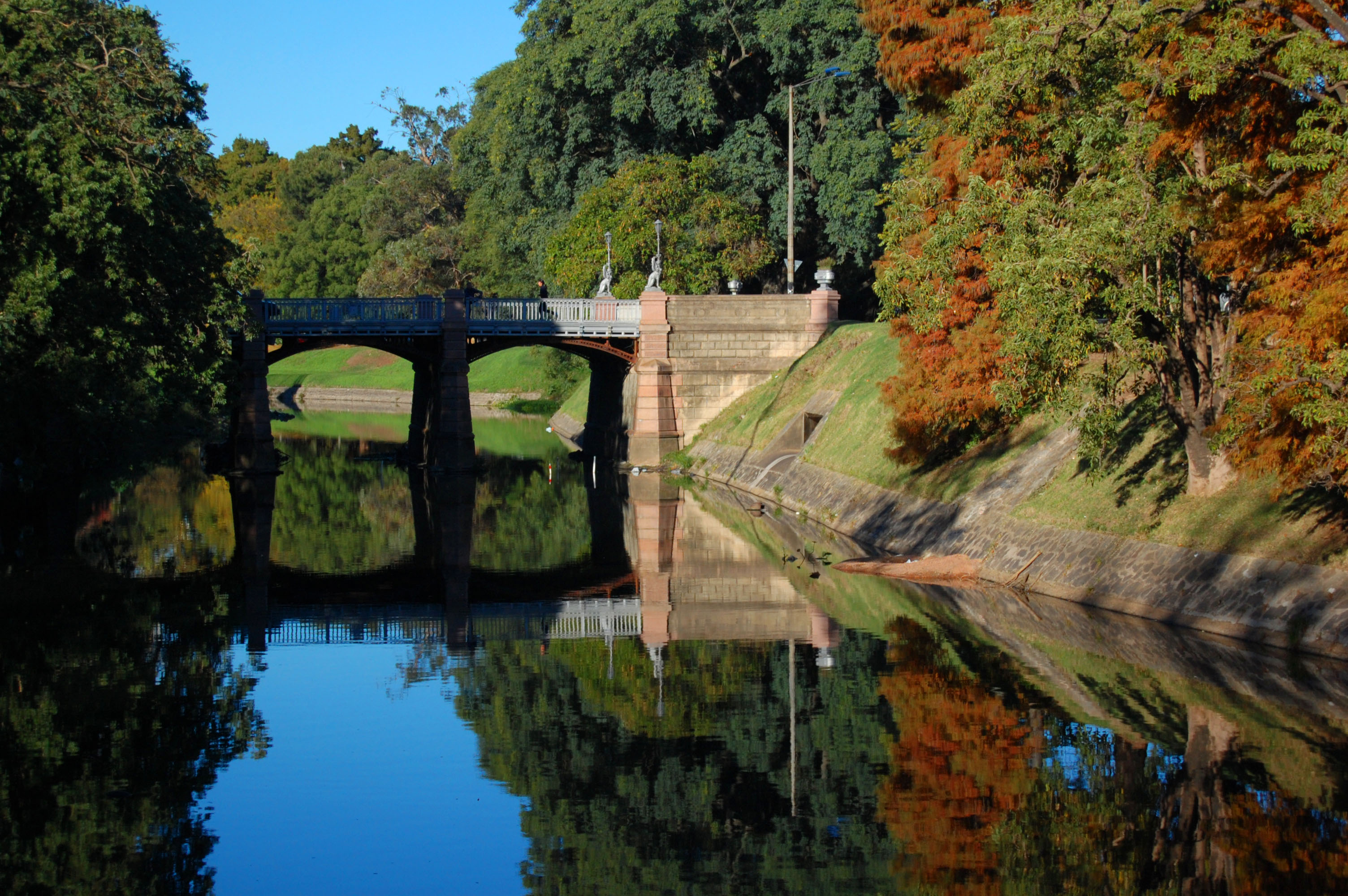
El arroyo Miguelete atraviesa el parque del Prado de Montevideo

Montevideo cuenta con una amplia proporción de paseos y jardines. Los más importantes por su extensión y por las obras escultóricas que albergan son el prado de Montevideo, con una extensión de 106 hectáreas, seguido por el parque Batlle con 49 hectáreas y el parque Rodó con 25 ha.
Existen también, aunque con menores dimensiones como el parque Villa Dolores, parque Andalucía, Parque Capurro, parque Vaz Ferreira, parque César Díaz, parque César Grauert, parque Baroffio, parque Rivera, parque Lavalleja, parque General Líber Seregni, parque de las Instrucciones del año XIII, parque Zorrilla de San Martín, parque Tomkinson y los jardines botánico y japonés. 

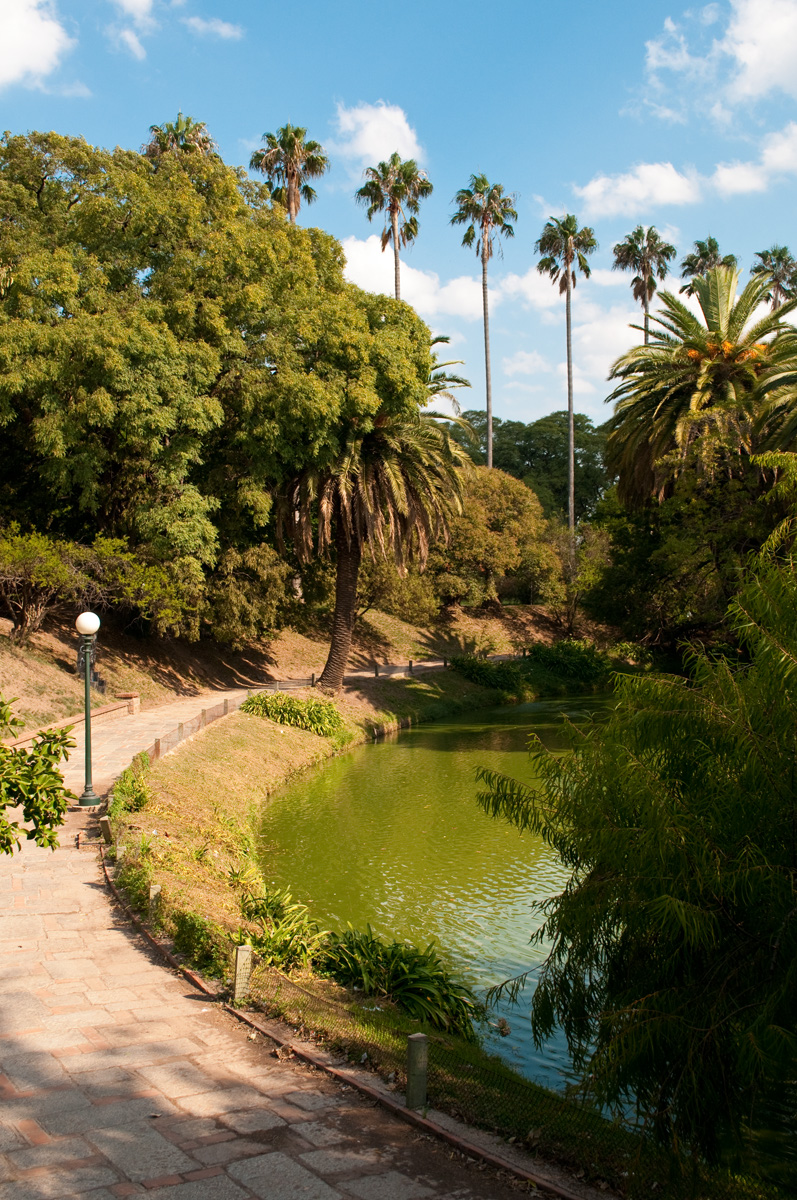
Árboles y senderos en el parque Rodó

### Arquitectura

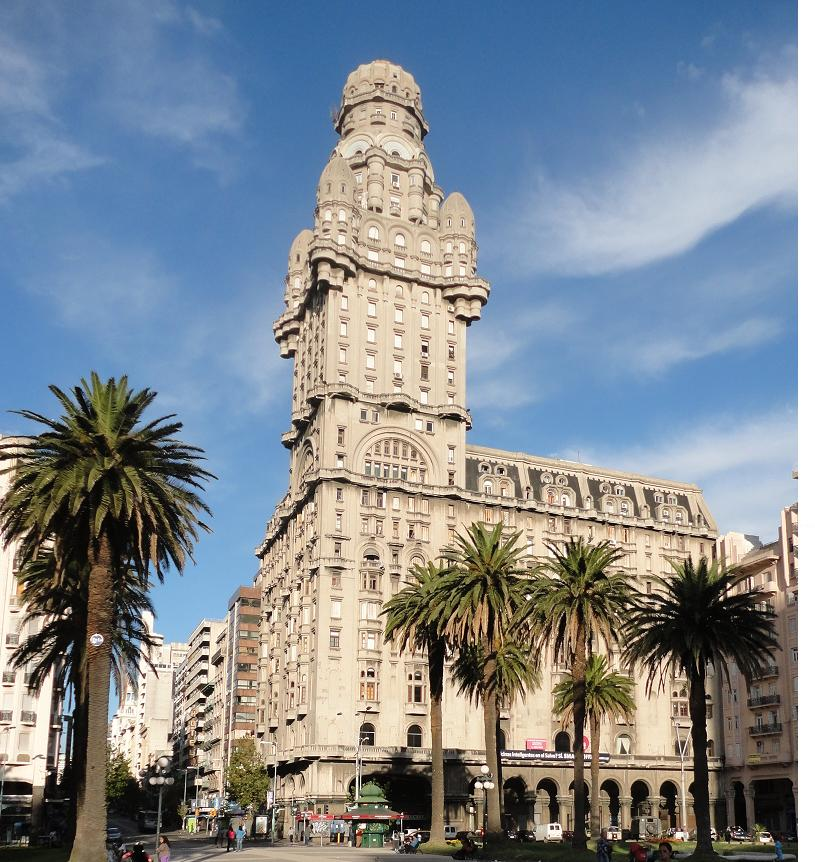
Palacio Salvo

Montevideo cuenta con una colección de arquitectura, que abarca desde lo neoclásico —como el Teatro Solís—, hasta lo postmoderno —como la Torre de las Telecomunicaciones o el World Trade Center—. 

La ciudad es considerada una de las mayores exponentes del art déco, el cual tuvo su apogeo entre 1925 y 1940. Los barrios de Centro y Ciudad Vieja se imponen como las zonas donde mayor se aprecia la influencia del movimiento, siendo ejemplo de ello el Palacio Rinaldi, el Palacio Díaz, el Edificio de la Aduana, y el Palacio Salvo —que fue el rascacielos más alto de América Latina al momento de su inauguración—. 

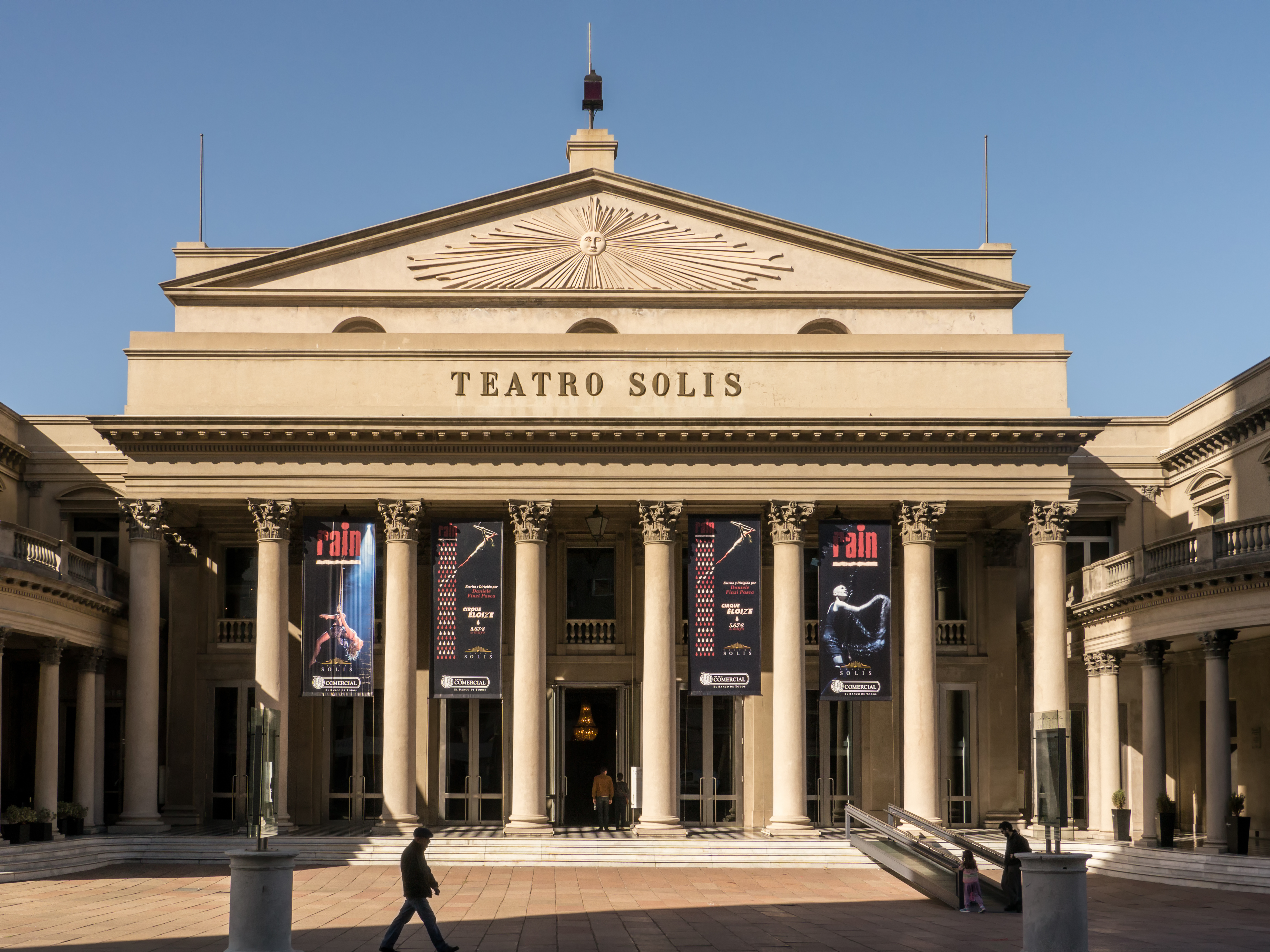
Teatro Solís, construido en 1856 por el arquitecto Carlo Zucchi.

El art nouveau se encuentra representado en edificaciones ubicadas en la ciudad vieja, y en la quinta de Williman en el barrio de Pocitos, por ejemplo. También existen influencias de la arquitectura neogótica en diversas zonas de la ciudad, como la Iglesia Virgen del Carmen y Santa Teresita en el Prado; el Palacio Gómez en la ciudad vieja y la parroquia de la Sagrada Familia en barrio Atahualpa.
Las dos primeras grandes obras, luego de levantado el Fuerte de Montevideo son la Catedral Metropolitana y el Cabildo, ambos con fachada a la Plaza Constitución y con estilo neoclásico español. Otros espacios y construcciones de relevancia arquitectónica son la Fortaleza de Montevideo, los parques El Prado y Rodó, los edificios Centenario y de la Administración Nacional de Puertos, los palacios Lapido, Taranco y Díaz, las casas, Crespi y Toribio, y el Liceo Francés.

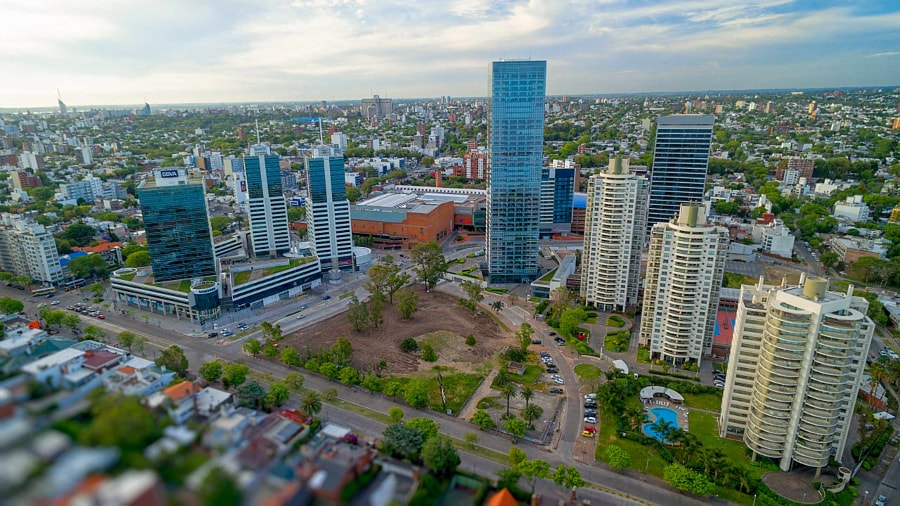
World Trade Center Montevideo

En el barrio de Pocitos, en torno a la playa del mismo nombre, florecieron muchas viviendas, realizadas por los constructores Bello y Reborati entre 1920 y 1940, con su rúbrica y su mezcla de estilos. Sin embargo, el auge de la construcción de los años 1970 y 1980 transformó la cara de este barrio, convirtiéndolo en un conglomerado de edificios de apartamentos de clase alta y media alta.
Es de resaltar la arquitectura realizada por el arquitecto Julio Vilamajó. Se destaca su casa propia construida en 1930, hoy abierta al público como Museo Casa Vilamajó; y el edificio de la Facultad de Ingeniería realizado en 1936, pionero en la construcción con elementos prefabricados de hormigón armado.
También se destacan edificios emblemáticos como el Panamericano, diseñado por el arquitecto Raúl Sichero, el Positano y El Pilar diseñados por los arquitectos Adolfo Sommer Smith y Luis García Pardo en los años 50 y 60.

#### Arquitectura estándar

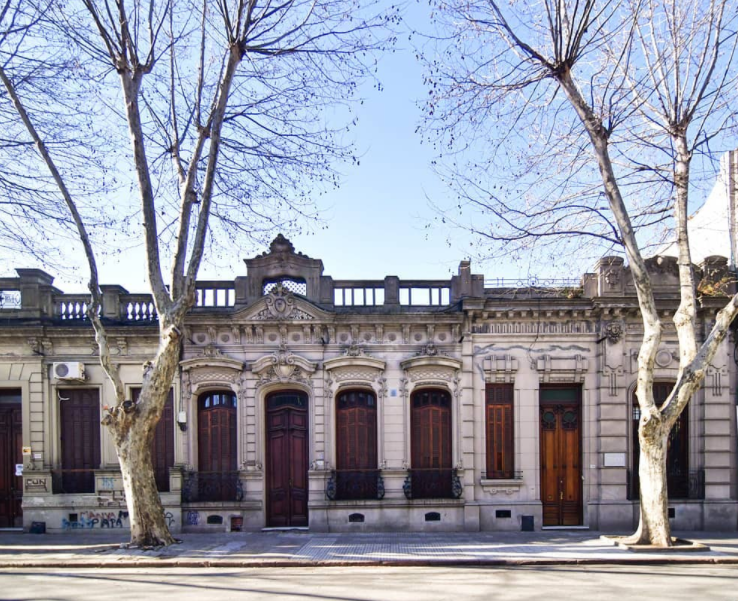
Arquitectura estándar

La casa standard, también conocida como casa patio o, casa chorizo, es un estilo de vivienda característico de la ciudad de Montevideo y de la región del Río de la Plata. Desarrollado en las últimas décadas del siglo XIX y primeras del XX con multitud de aportes y adaptaciones se consolidó como el estilo predilecto de construcción residencial, apto para los terrenos estrechos y profundos entre medianeras de las ciudades rioplatenses, organizadas con base en el trazado en damero. Se caracteriza principalmente por su fachada rectangular de ornamentación abundante que cuenta con varias aberturas altas y angostas de dimensiones similares entre sí.

## Economía
La ciudad de Montevideo es uno de los principales centros económicos del país.
En la misma funcionan los complejos empresariales Zonamerica, Aguada Park y World Trade Center. Se concentran además las principales instituciones bancarias del país, públicas y privadas, así como también el Banco Central y la Bolsa de Valores.

### Turismo

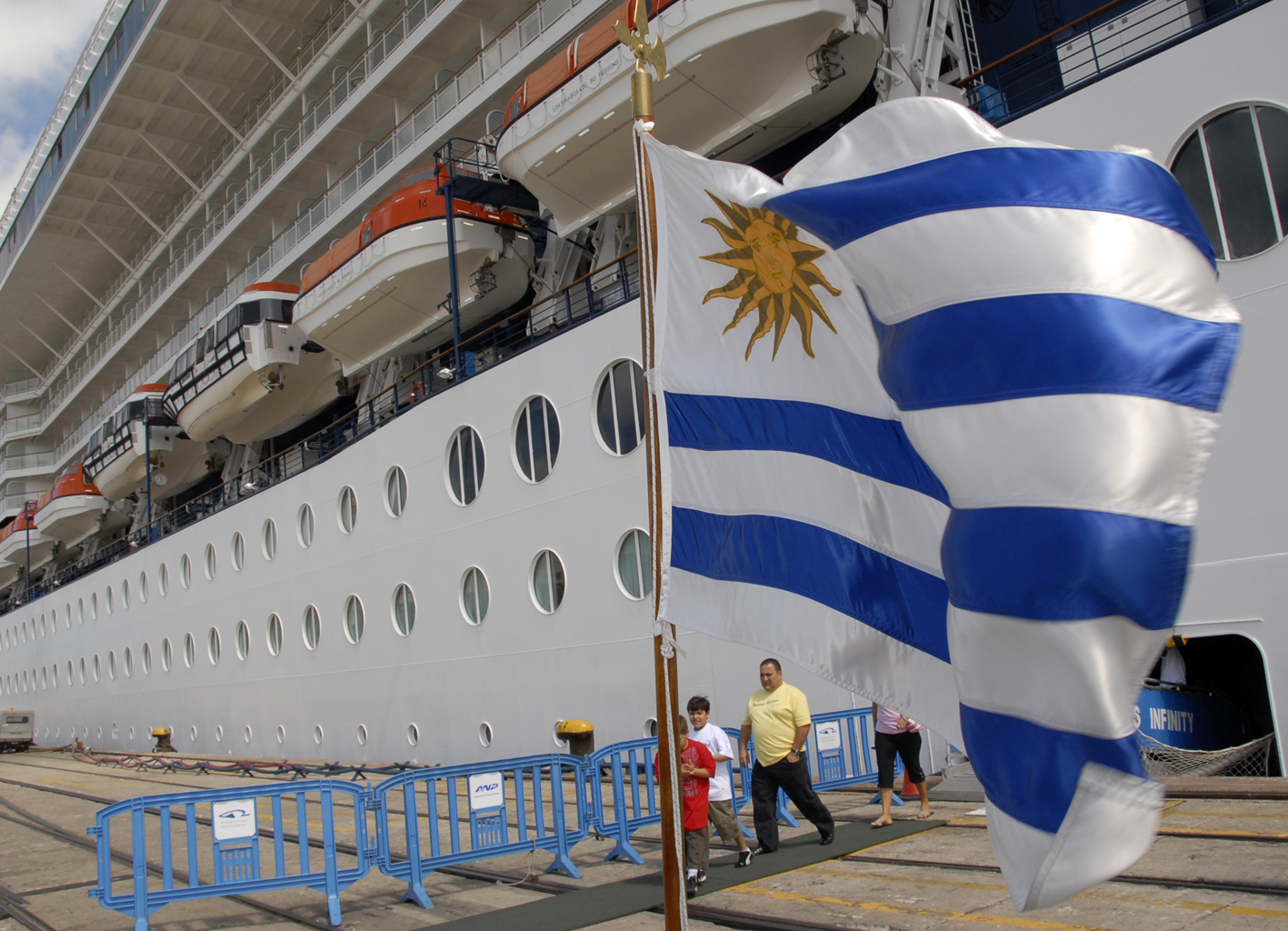
Crucero en el puerto de Montevideo

El turismo es muy importante en el Uruguay y también en su capital, Montevideo. Cuenta con una variada oferta que incluye paseos históricos, centros nocturnos, playas, y turismo agropecuario (estancias turísticas, bodegas de vino y chacras) en sus afueras.
La mayor parte de los turistas que recibe son de Argentina, Brasil y Europa, y el número de visitantes del resto de Latinoamérica y Estados Unidos crece año a año, gracias a la creciente llegada de aerolíneas internacionales al Aeropuerto Internacional de Carrasco y cruceros de lujo al puerto de Montevideo.

#### Áreas comerciales
Las principales áreas comerciales de Montevideo se han desarrollado principalmente sobre algunas avenidas, tales como la Avenida 18 de julio (Centro y Cordón), 8 de octubre (Unión) y Agraciada (Paso Molino) concentrando una variada cantidad de tiendas y galerías. En los años noventa, con la llegada de los centros comerciales (conocidos coloquialmente como shopping) estos reconfiguraron el paseo de los montevideanos, convirtiendo a estos complejos en una importante atracción para montevideanos y turistas.
- Montevideo Shopping (1985)

- Shopping Tres Cruces (1994)

- Portones Shopping (1994)

- Punta Carretas Shopping (1994)
- Nuevocentro Shopping (2013)
- Plaza Italia (2020)

#### Vida nocturna

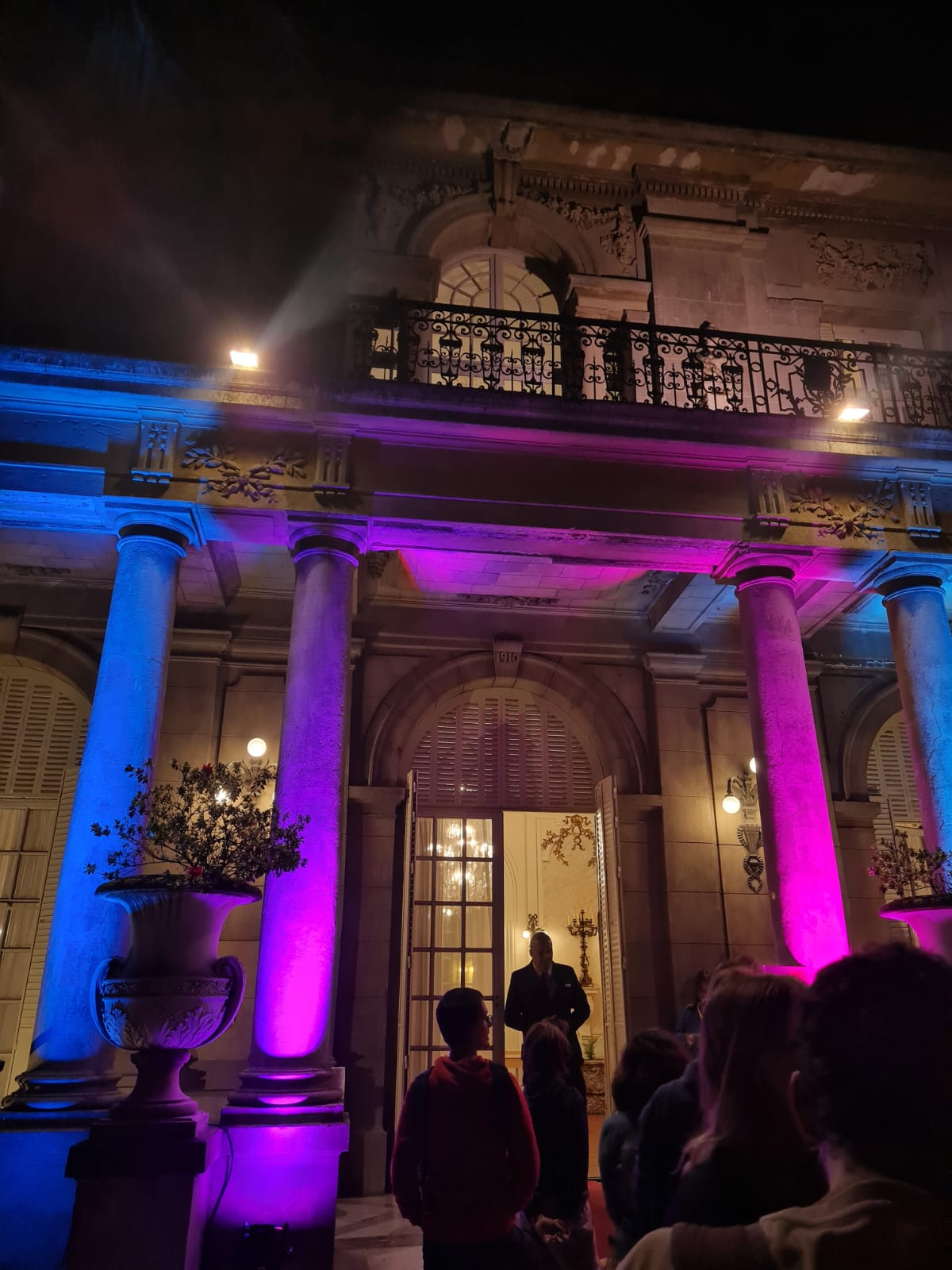
Noche en Montevideo

La «movida nocturna» montevideana durante muchos años supo concentrarse en la Ciudad Vieja, donde funcionaba una inmersa variedad de locales. Hoy en día la mayoría de los pubs, discotecas y restaurantes se concentran mayoritariamente en las zona de Pocitos, Parque Rodó y Punta Carretas.
Muchos montevideanos —sobre todo jóvenes— realizan actividades de recreación en horarios después de la medianoche. A partir de un decreto presidencial, desde el 1 de marzo de 2006 rige la prohibición de fumar en cualquier espacio público techado y cerrado. En varios establecimientos también, está prohibida la venta y consumo de alcohol entre las 00:00 a las 9:00. 
Desde los años ochenta, Montevideo es cuna de la Noche de la Nostalgia, celebrada todos los 24 de agosto, como antesala al feriado por la Declaratoria de la Independencia.

## Demografía
| Gráfica de evolución demográfica de Montevideo entre 1830 y 2023 |
|                                                                  |
| Fuente: Censos nacionales del Instituto Nacional de Estadística  |

De acuerdo con los datos recogidos en el censo de 2023, Montevideo cuenta con una población de 1 302 954 habitantes, equivalente al 37,2% del total nacional. Esta cifra significó una disminución en la cantidad de población con respecto al censo anterior, consolidando una tendencia descendente que comenzó a manifestarse décadas atrás. Por su parte, el área metropolitana —que comprende localidades de los departamentos de San José y Canelones— alcanza una población de 1,8 millones de habitantes. En 1860, la ciudad tenía 57.916 habitantes, y antes de 1880 su población se había triplicado, impulsada principalmente por la llegada masiva de inmigrantes europeos. Para 1908, ya alcanzaba los 309.331 habitantes.
Desde la segunda década del siglo XIX, Montevideo experimentó un crecimiento demográfico exponencial, impulsado por la masiva inmigración europea hacia Uruguay, de la cual la mayoría se asentó en la capital. Los grupos más numerosos fueron los italianos y españoles, seguidos por franceses y alemanes, sin perjuicio de que la oleada migratoria incluyó también inmigrantes procedentes de diversas regiones de Europa, tales como irlandeses, británicos, polacos, portugueses, griegos, húngaros, croatas, lituanos y ucranianos, así como armenios, libaneses, japoneses, y judíos asquenazíes y sefardíes. Este flujo migratorio, que se prolongó hasta la década de 1960, contribuyó significativamente a la conformación de la identidad montevideana —y, en extensión, de la uruguaya—, reflejándose en la arquitectura, la gastronomía, las costumbres y el lenguaje de la ciudad.
La ciudad también alberga una comunidad afro-uruguaya, que representa aproximadamente el 8 % de su población, cuya influencia se destaca en las celebraciones del carnaval y en la práctica religiosa del Umbanda, especialmente visible durante las festividades en honor a Yemayá, que tienen lugar cada 2 de febrero. Asimismo, la Intendencia Departamental de Montevideo cuenta con una Secretaría de Equidad Étnico-Racial y Poblaciones Migrantes, dedicada a promover la inclusión y el reconocimiento de la diversidad cultural en la ciudad.
En lo que respecta a la religión, el catolicismo constituye la confesión predominante en Montevideo, aunque también se registra la presencia de diversas denominaciones protestantes, como la evangélica y la metodista. Al igual que en el resto del país, una proporción significativa de la población se declara irreligiosa o agnóstica. Por su parte, el judaísmo representa la religión no cristiana con mayor número de adherentes, con aproximadamente 20.000 personas, lo que equivale a más de la mitad de la comunidad judía del Uruguay, la cuarta más numerosa de América del Sur.
En 2018, por décimo año consecutivo, la inmigración superó a la emigración en Uruguay. Según el Ministerio de Relaciones Exteriores, entre 2016 y 2018 el número de residencias otorgadas a extranjeros se cuadruplicó respecto al bienio anterior. En la década de 2010, a la migración histórica desde Argentina y Brasil se sumó un creciente flujo proveniente de países otros hispanoamericanos, como República Dominicana, Cuba y Venezuela. El 64 % de estos inmigrantes recientes reside en Montevideo.

## Sanidad

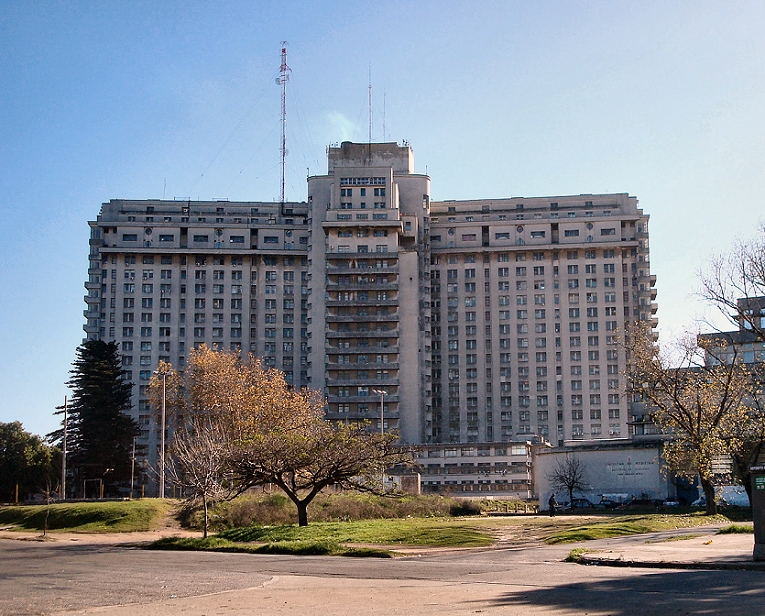
Hospital de Clínicas

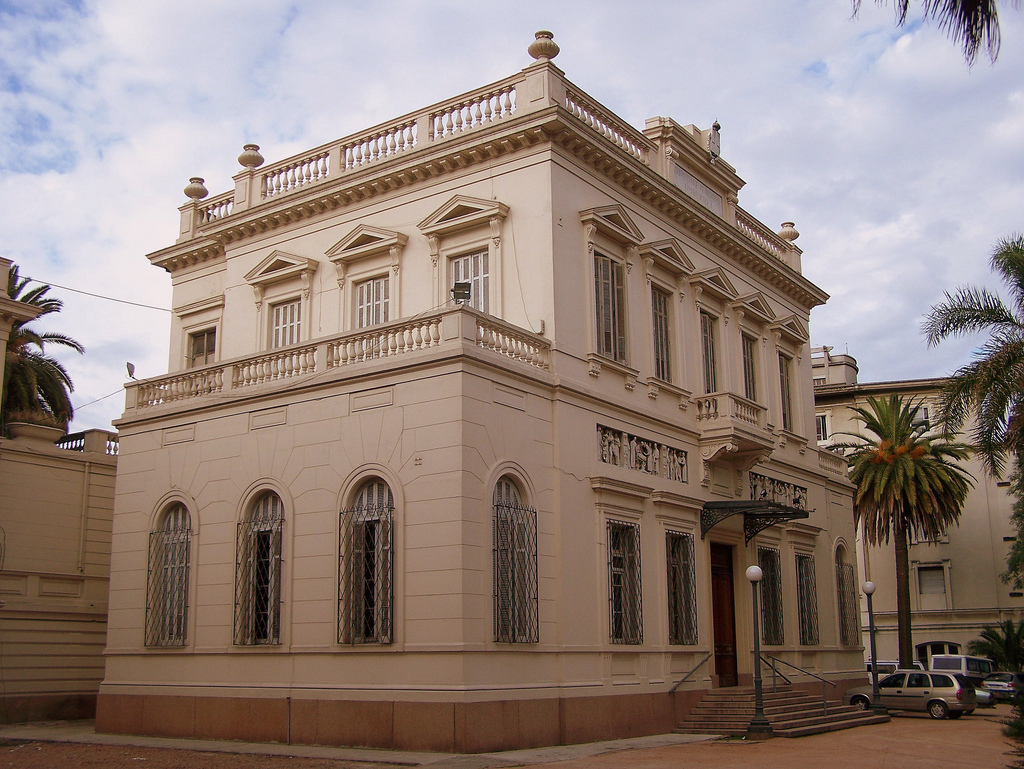
Hospital Italiano de Montevideo.

La ciudad de Montevideo cuenta con una amplia red de hospitales y centros de asistencia tanto privados como públicos. 
Existe también una amplia presencia de mutualistas médicas conformadas por colectividades y asociaciones. 
Entre los más importantes se destacan por su relevancia histórica el Hospital Maciel, el primero de la ciudad, el Hospital de Clínicas y las mutualistas privadas Asociación Española y el Hospital Italiano, conformadas a inicios de siglo por colectividades. 
Es también sede de distintos centros especializados.

## Servicios públicos

### Educación

#### Nivel inicial, primaria y secundaria
Se estima que alrededor de 227.264 alumnos estudian en 464 instituciones públicas del departamento de Montevideo. En teoría en el departamento de Montevideo funcionan 331 jardines y escuelas de educación primaria, 75 liceos de enseñanza secundaria, 54 instituciones de la Universidad del Trabajo del Uruguay. A estas instituciones se le suman los 162 colegios privados, que convergen los tres niveles de enseñanza. A su vez en el departamento funciona una amplia red de centros de atención a la primera infancia.

#### Universidades
El departamento de Montevideo es sede de ocho universidades, de ellas tres son estatales y el resto privadas.
- Universidad de la República (de ámbito nacional) pero con sus principales instituciones en Montevideo.
- Universidad del Trabajo del Uruguay
- Universidad Católica del Uruguay
- Universidad de la Empresa
- Universidad ORT
- Universidad de Montevideo
- Universidad CLAEH
- Universidad Tecnológica (solo con sede administrativa en Montevideo)

Así mismo Montevideo es sede de la Administración Nacional de Educación Pública, del Instituto de Investigaciones Biológicas, del Instituto Pasteur, de la Biblioteca Nacional y de la Academia Nacional de Letras.

### Transporte

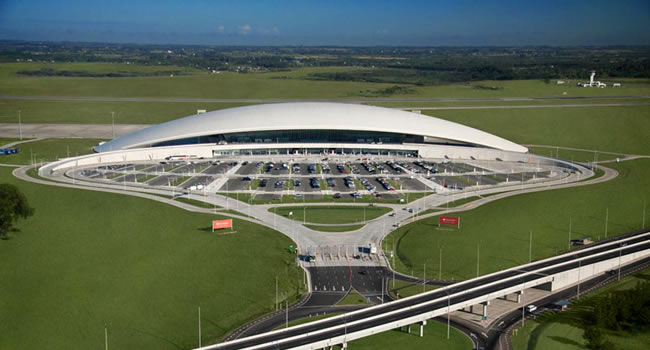
Aeropuerto Internacional de Carrasco, principal aeropuerto del país

En 2010, el sector de transporte representaba alrededor del 36% de las emisiones de dióxido de carbono de Montevideo.

#### Aéreo
En la zona de Carrasco, al este de la ciudad, dentro del área metropolitana de Montevideo (en el Departamento de Canelones), se encuentra el Aeropuerto Internacional de Carrasco (Código IATA: MVD), que sirve como principal terminal aérea del país.
También se encuentra operativo el Aeropuerto de Melilla, dentro del departamento, al oeste de la capital. Dicho aeropuerto es utilizando para vuelos de práctica y también sanitarios a partir del año 2020, debido a la emergencia sanitaria vigente por COVID-19.

#### Marítimo

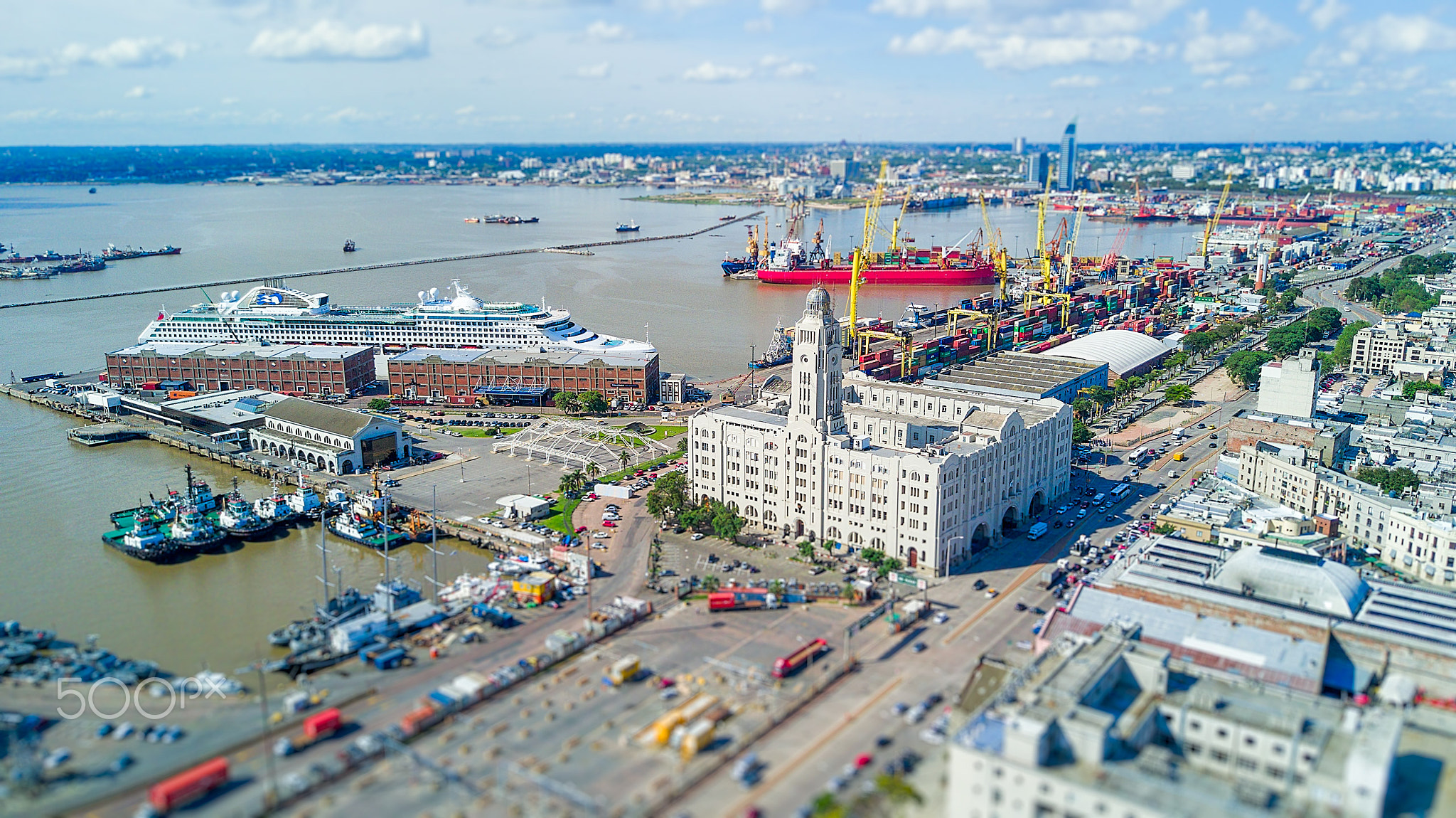
Puerto de Montevideo

La bahía de Montevideo es el asiento del puerto de la ciudad y una de las razones por las cuales se fundó la misma. Da resguardo natural a las embarcaciones, aunque hoy existen dos escolleras que protegen la entrada del puerto del oleaje. Esta característica de puerto natural lo hace muy competitivo con el otro gran puerto del Río de la Plata, que es el puerto de Buenos Aires.
Las principales cambios de ingeniería se produjeron entre de los años 1870 y 1930. Durante ese periodo se construyeron el primer muelle de madera, varios depósitos en La Aguada, la Rambla sur y norte, un puerto fluvial, un nuevo muelle, la dársena fluvial y la refinería de La teja; también se realizaron varios rellenos y se sufrieron los efectos del temporal de 1923. A partir de la segunda mitad del siglo XX cesaron los grandes cambios físicos, tras lo cual vino una degradación de la zona bajo debido al estancamiento económico nacional.
La cercanía del puerto ha favorecido la instalación de varias industrias en el área de la bahía, especialmente exportadoras/importadoras o relacionadas con la actividad portuaria o naval. Se encuentra en esta zona la central termoeléctrica José Batlle y Ordóñez, la refinería de petróleo de La Teja, frigoríficos, molinos de granos, depósitos navales, etc.
Esta concentración de industrias ha generado la situación de que, si bien desde el punto de vista paisajístico es un área con gran potencial, los habitantes de la ciudad no la tienen entre sus lugares preferidos para vivir. Así, ciertas zonas del barrio de La Aguada, a pocos minutos del centro de la ciudad, con todos los servicios urbanos (iluminación, transporte, etc.) tienen una densidad de población relativamente baja.
Los principales problemas medioambientales son la sedimentación subacuática y la contaminación hídrica y atmosférica.
Cuenta con terminal de pasajeros, especialmente para conectar Montevideo con Buenos Aires por vía fluvial. El acceso a la terminal es por la ciudad vieja. 
A su vez en la ciudad funcionan otras infraestructuras portuarias, el Puerto del Buceo, de Punta Carretas y el Puerto de Capurro. 

#### Terrestre
Transporte público
Existe una red de ómnibus urbanos gestionada, como el resto de las líneas del departamento, por el Sistema de Transporte Metropolitano. El sistema abarca un total de 142 líneas, urbanas, locales y diferenciales.
Interdepartamental

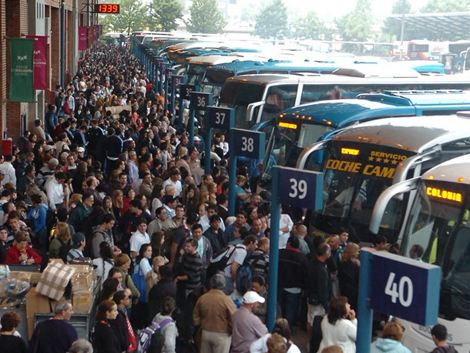
Terminal Tres Cruces

Montevideo, como capital del país y del departamento cuenta desde el año 1995 con la terminal de Tres Cruces la principal infraestructura desde donde convergen todos los servicio de ómnibus interdepartamentales e internacionales.
Transporte multimodal

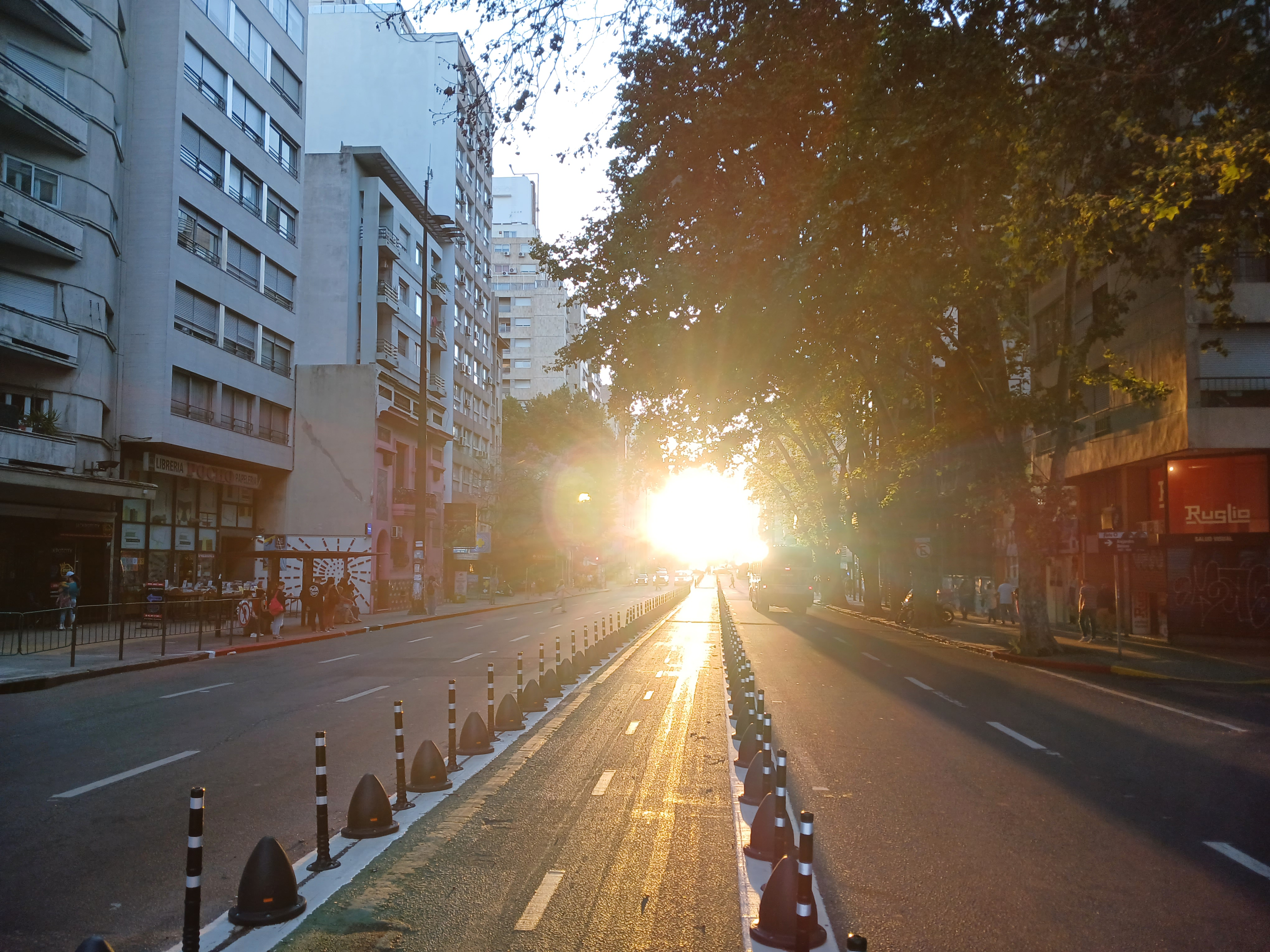
Ciclovía sobre la avenida 18 de julio

Además de los sistemas de transporte convencionales, la ciudad ha generado nuevas infraestructuras con la intención de desarrollar la multimodalidad en el transporte, ejemplo de ello es la terminal Colón, en la cual operan líneas de transporte colectivo y una línea de ferrocarriles metropolitanos.
A su vez en los últimos años ha apostado en la generación de una movilidad sostenible dentro de la ciudad. 
- Zona 30: es la velocidad máxima permitida de en algunas zonas, como por ejemplo en la ciudad vieja.
- Ciclovía protegida: es un carril exclusivo adaptado con elementos de seguridad para una mayor protección de los ciclistas.
- Ciclovía sin separador físico: es un carril exclusivo que está señalizado únicamente en el pavimento.
- Bicisenda: es un carril exclusivo para las ubicado por encima o sobre la vereda.

La ciudad cuenta con varios circuitos de bicicletas en Ciudad Vieja, bulevar Artigas y Centro. En el año 2013 se inauguró además el "Bicicircuito Sur", que conecta varias de las facultades dependientes de la Universidad de la República (UdelaR). Existen más de 100 estaciones de bicicletas en la ciudad.En diciembre de 2023 se inauguró una ciclovía sobre la avenida 18 de julio, la más grande del país y la que significaría una reconfiguración de la principal avenida. 
Ferrocarril

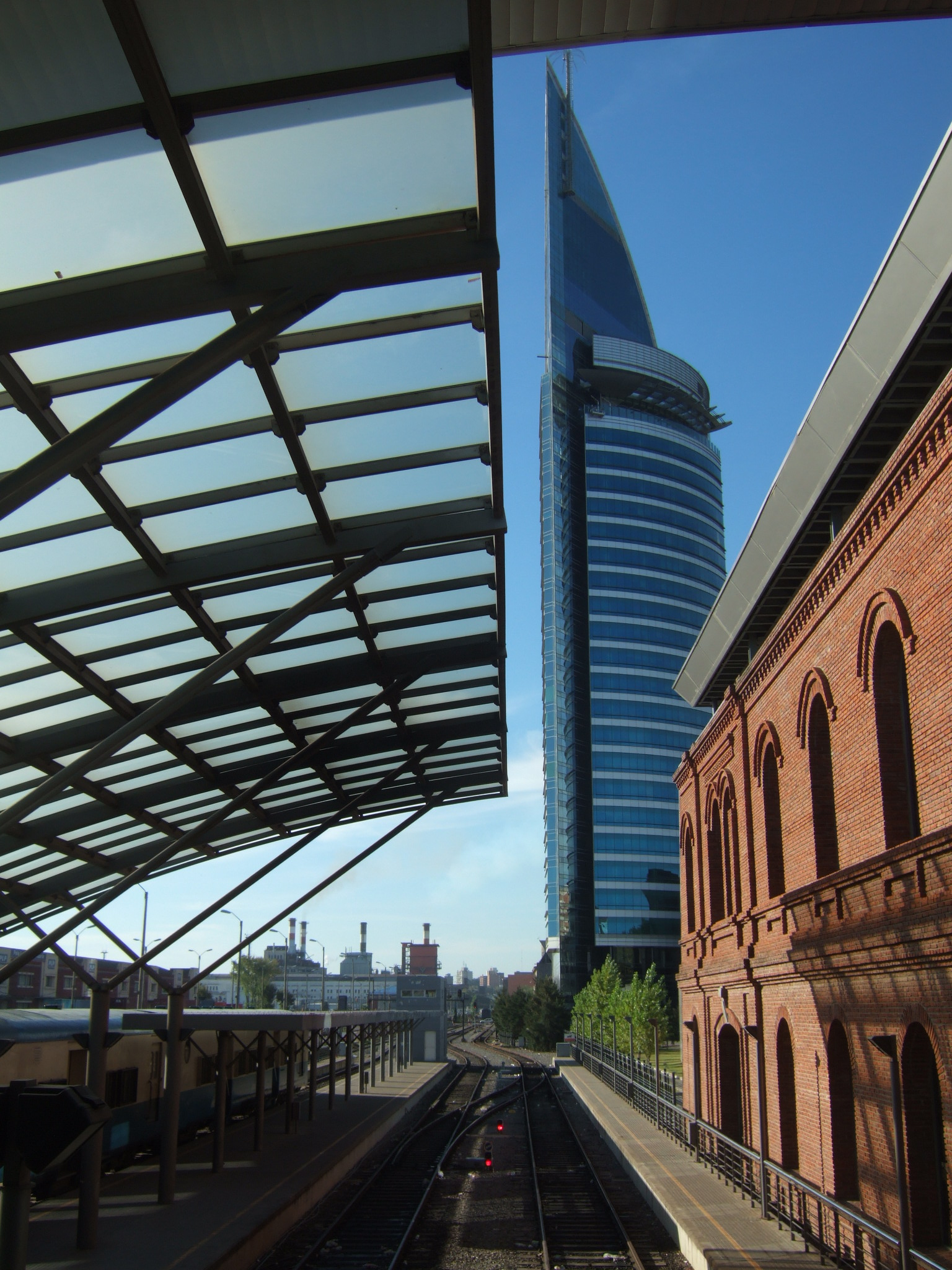
Estación de ferrocarriles

Las estaciones de ferrocarril más importantes de Montevideo son la estación General Artigas, inactiva desde 2023 y la Estación Montevideo, desde donde, hasta el año 2019 partían los únicos dos servicios de pasajeros administrados por el ente autónomo AFE.
- Montevideo - Empalme Olmos
- Montevideo - Progreso.

Estas líneas en su mayoría servían a localidad comprendidas dentro del área metropolitana de Montevideo. Con anterioridad estos servicios contaban con una mayor extensión de localidades, e incluso desde la capital partían otras líneas hacia el norte y el este, desaparecidas con el ocaso del ferrocarril en Uruguay.
Dentro de los límites de Montevideo, las estaciones de cercanía son Lorenzo Carnelli (Bella Vista), Yatay (Paso Molino), Sayago, Colón (línea a Progreso), Peñarol y Manga (línea a estación Ingeniero Víctor Sudriers).
La estación Central General Artigas fue la principal terminal ferroviaria de la ciudad hasta el año 2003, año en que fue entregada en concesión a una empresa privada para un proyecto inmobiliario que finalmente no fue concretado, llamado Plan Fénix. Tras varios años de litigio, el Estado uruguayo recuperó las llaves del edificio a fines de 2018. Luego del cierre de la estación Central, todos los servicios se trasladaron hacia una nueva estación, en las inmediaciones de la Torre de las Telecomunicaciones. Dada su ubicación, algo más alejada del centro de la ciudad, se estima que se perdió la venta de 100 000 boletos por año.
Para el año 2019, se aprobó desde el Poder Ejecutivo, el inicio de la megaobras denominada proyecto 'ferrocarril central' iniciado en mayo de ese año, lo cual implicó la suspensión total de todos los servicios de pasajeros de ferrocarril (desde la estación central y la estación Peñarol), para iniciar la construcción del trazado entre Durazno y Montevideo. En el año 2024 culminarían las obras del nuevo trazado e iniciarían los primeros servicios de carga, a cargo del consorcio PorTren. 

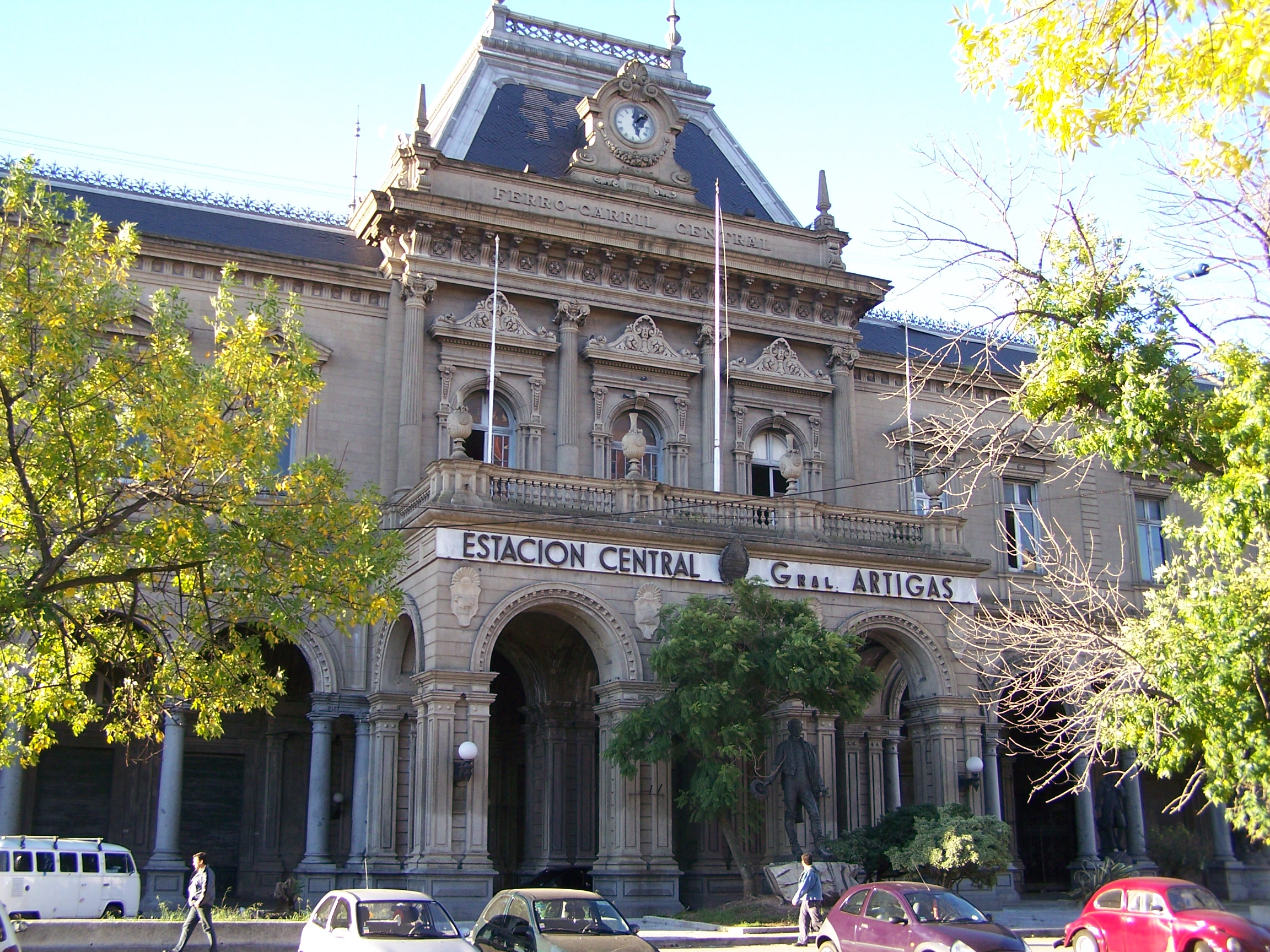
Estación Central de ferrocarril Gral. Artigas.

La ciudad de Montevideo, a diferencia de otras capitales, carece de un sistema de metro. Si bien existieron varios proyectos de construcción, los mismos nunca se concretarían. Coloquialmente se dice que el centro de exposiciones Subte, ubicado en la plaza Fabini, surge de dichos proyectos inconcretos.

## Cultura y patrimonio

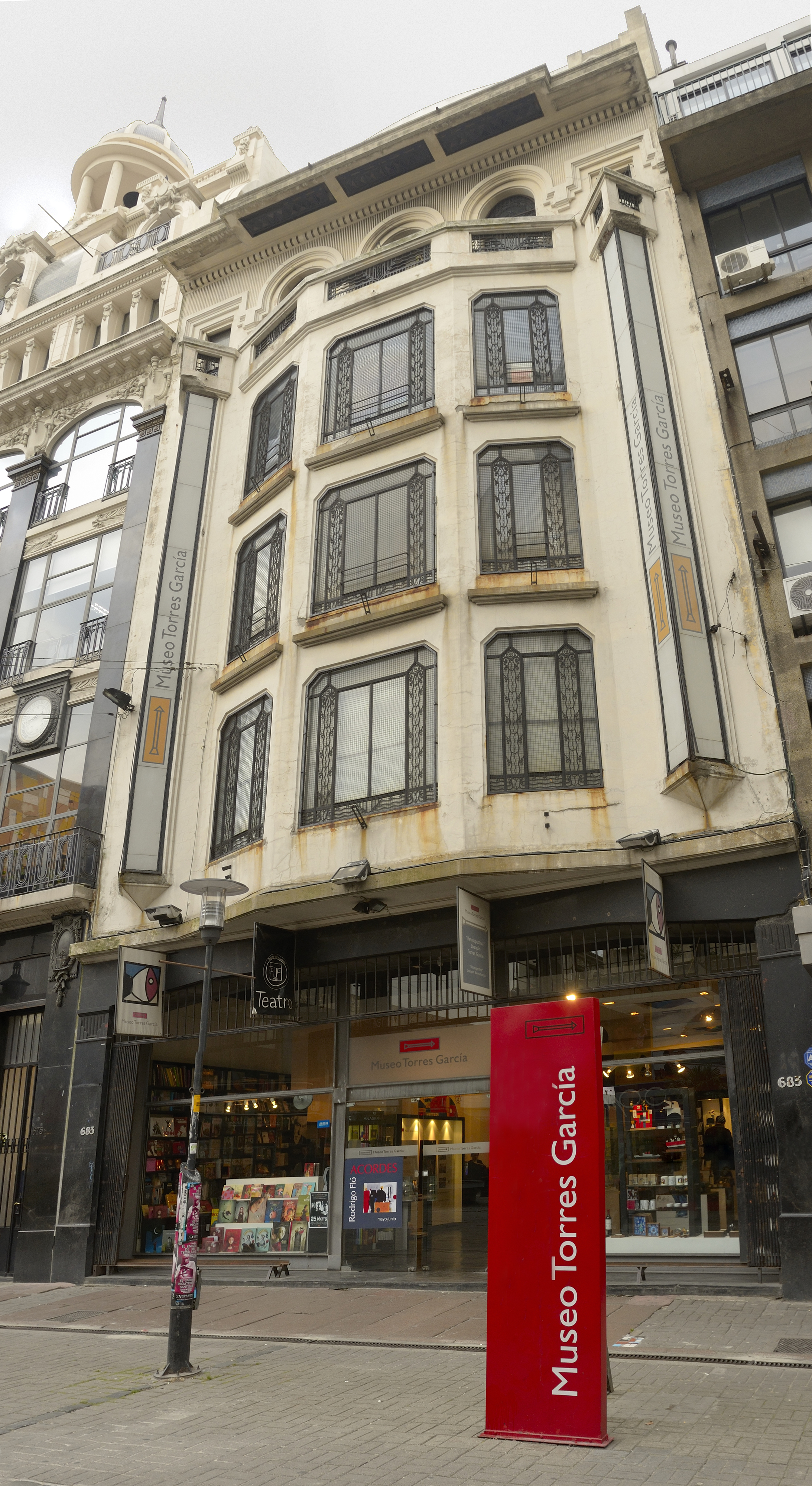
Museo Torres García

La ciudad de Montevideo es la cuna del tango, el candombe y la murga uruguaya, y cuenta con diversas actividades relacionadas con estos estilos musicales. En Montevideo existen muchas opciones en este sentido, con un número importante de salas con una gran oferta de espectáculos que van desde cine experimental hasta las películas comerciales que se exhiben en todo el mundo.
El Teatro Solís es el más importante y antiguo de la ciudad. Existen varios elencos estables como la Comedia Nacional y diversos grupos de actores profesionales, independientes y amateurs. Los dramaturgos montevideanos más destacados son Mauricio Rosencof, Ana Magnabosco, Ricardo Prieto y otros.
También existen varias instituciones y centros culturales como el centro cultural de España, el centro cultural Anglo, el Centro Asturiano y Gallego.

### Eventos culturales

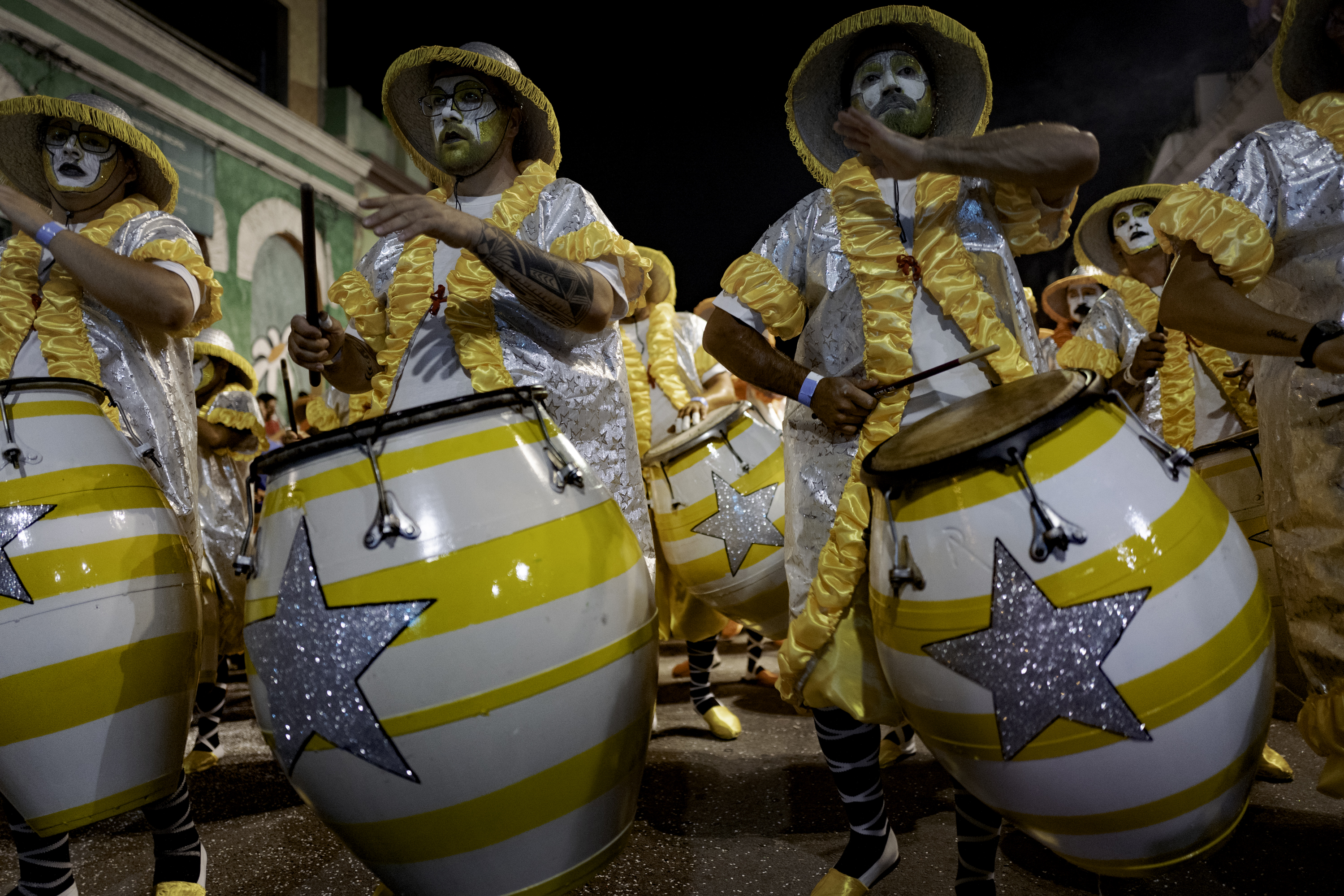
Desfile de llamadas

Durante el mes de marzo y abril, específicamente en la semana de Turismo, desde 1925 en el Prado de Montevideo se realiza la semana criolla del Prado. Paralelamente en los meses de junio y julio, se realiza la Feria del libro infantil y juvenil, en el atrio del Palacio municipal. También se celebran el Día del patrimonio y las ediciones de Museos en la Noche. 
Es además la sede del desfile inaugural del carnaval y del concurso oficial. Por la calle Isla de Flores, se realiza todos los años el característico desfile de llamadas. En enero de 2024 comenzaron las celebraciones por los 300 años de Montevideo, el acto inaugural de estas celebraciones se realizó en Villa del Cerro, mediante un recital a cargo de la Orquesta Filarmónica.

### Museos

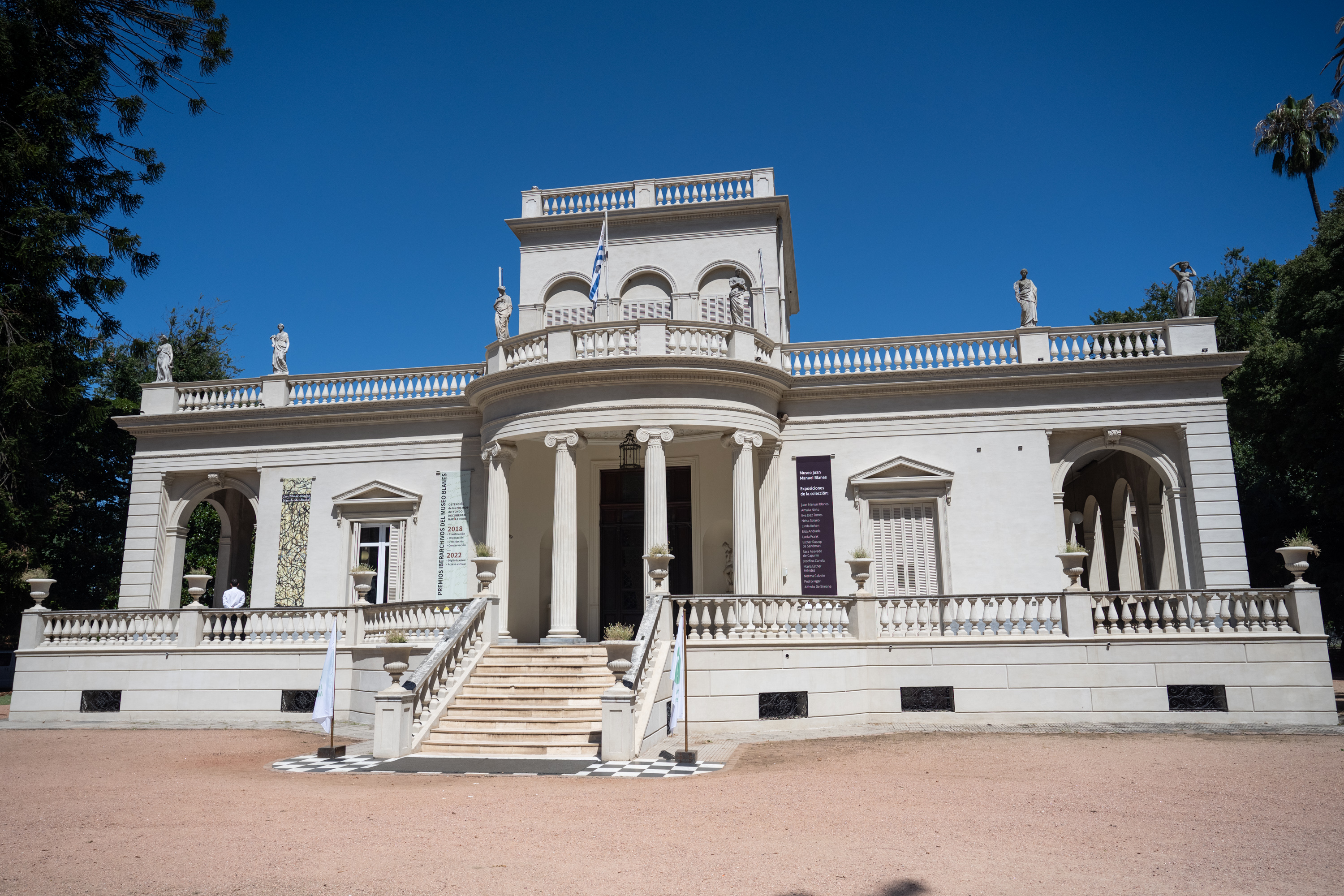
Museo Juan Manuel Blanes

Además, cuenta con importantes museo entre los que se destacan el Museo Histórico Nacional, el Museo Histórico Cabildo, el Museo Nacional de Antropología, el Museo Torres García, el Museo Gurvich y el Museo Nacional de Artes Visuales, con más de 6000 obras entre las que destacan las de autores uruguayos como Joaquín Torres García y Rafael Barradas, y de extranjeros como Eduardo Rosales, Pablo Picasso y Paul Klee.
Otros museos a destacar son el Museo de Arte Precolombino e Indígena, Museo de la Memoria, el Museo Romántico, y el Museo Juan Manuel Blanes, que alberga pinturas del propio Blanes y de Pedro Figari, así como varias de artistas europeos (Courbet, Utrillo, Vlaminck) y más de 200 grabados de maestros como Durero, Rembrandt, Goya, Paul Gauguin y Picasso. En el predio del Museo Blanes se puede visitar un hermoso jardín japonés con un estanque donde se aprecian más de cien carpas.

### Literatura
Con base en el conjunto de los libros donados por el sacerdote José Manuel Pérez Castellano, muerto en 1815, se desarrolló la primera biblioteca pública. Su promotor, director y organizador fue el padre Dámaso Antonio Larrañaga. En 1816 su acervo era de 5000 volúmenes, reunidos gracias a las donaciones de Larrañaga y de José Raimundo Guerra, así como de otras provenientes del Convento de San Francisco de la Ciudad de Salta.
La sede de la primera biblioteca pública se instaló en El Fuerte de Montevideo, ubicado en las inmediaciones de la actual plaza Zabala.
Para su desarrollo fue fundamental la promulgación en 1893 de la ley que obligaba a a remitir un ejemplar de texto a la biblioteca. El actual edificio de la Biblioteca Nacional de Uruguay fue diseñado por Luis Crespi. Su estilo es neoclásico y ocupa un área de 4000 m². Su construcción comenzó en 1926 y su inauguración en 1964. Su acervo actual es de 900 000 volúmenes.
La ciudad cuenta con una rica y larga tradición literaria. Aunque la literatura uruguaya no se limita a la de los autores de la capital (Horacio Quiroga nació en Salto y Mario Benedetti en Paso de los Toros), Montevideo ha sido y es el centro de la actividad editorial y creativa de esta rama de la escritura.
Aunque de tradición literaria francesa, es montevideano Isidore Ducasse, autor de Los cantos de Maldoror.
En los años 1900 la ciudad presentaba un notable grupo de escritores, todos nacidos en ella, dentro del que destacan José Enrique Rodó, Carlos Vaz Ferreira, Julio Herrera y Reissig, Delmira Agustini y Felisberto Hernández. Montevideo fue entonces llamada la «Atenas del Plata».
Entre los autores montevideanos de la segunda mitad del siglo sobresalen Juan Carlos Onetti, Antonio Larreta, Eduardo Galeano, Marosa di Giorgio y Cristina Peri Rossi.
Una nueva generación de escritores se ha hecho conocida a nivel internacional en los últimos años. Destacan Eduardo Espina (ensayista y poeta), Fernando Butazzoni (novelista), Rafael Courtoisie (poeta) y Hugo Burel (narrador). Sus obras han recibido importantes premios y se han traducido a muchos idiomas.

### Gastronomía

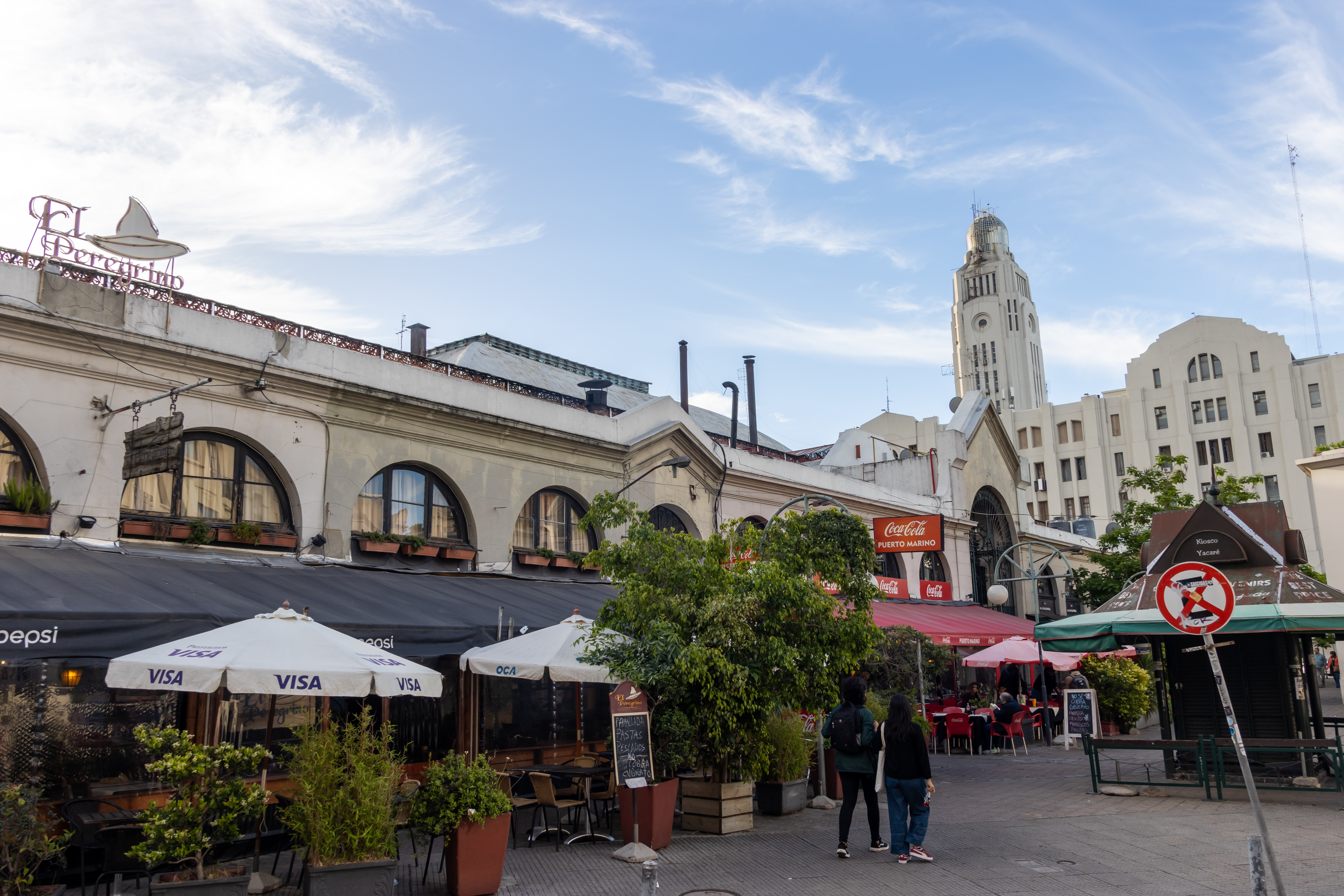
Mercado del Puerto.

La gastronomía montevideana se engloba dentro de la cocina uruguaya en donde predominan los platos basados en la carne vacuna, como también la gastronomía introducida por las inmigraciones, las cuales gozan de una amplia popularidad. El mercado del Puerto es uno de los mercados gastronómicos más visitados.

### Ferias barriales
En todos los barrios de Montevideo, se organizan ferias de frutas y verduras más otros productos comestibles y domésticos una o dos veces por semana. Las ferias permiten el intercambio directo entre pequeños productores locales y vecinos consumidores, ofreciendo precios accesibles para la canasta familiar. En algunos casos, las ferias barriales incluso sirven para la compra y reposición de mercadería por parte de vendedores mayoristas, como el caso del mercado de libros usados en la feria de Tristán Narvaja.
Las más grandes y conocidas sonː Tristán Narvaja (domingos, en el céntrico barrio del Cordón), Villa Biarritz (sábados y martes, en el barrio de Punta Carretas), La Teja (sábados y martes), Parque Rodó (domingos), Piedras Blancas y Belvedere (también los domingos). La organización de las ferias depende administrativamente del área de Planificación e Integración del Comercio Alimentario (UPICA) de la Intendencia de Montevideo. Durante la pandemia de COVID-19 en Uruguay, la Intendencia debió limitar los horarios y en algunos casos cerrar algunas ferias, para evitar la concentración de personas.

### Mercados culturales
Montevideo cuenta con una amplia variedad de mercados gastronómicos y culturales.

- Mercado del Puerto (1868)[107]
- Mercado de la Abundancia (1909, reabierto en 2019)[108]
- Mercado Agrícola de Montevideo (1913, reabierto en 2013)[109]

### Distinciones

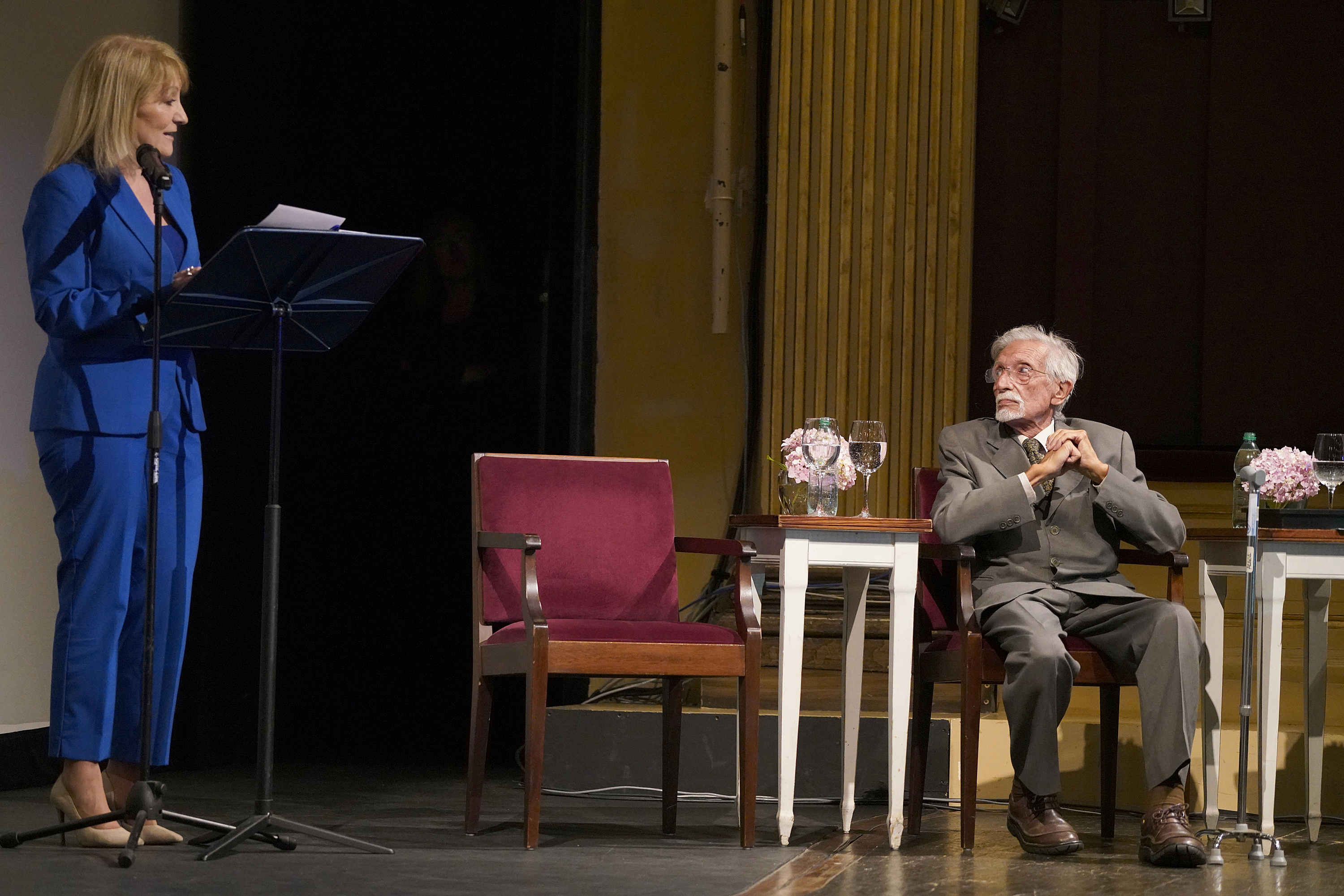
Declaración de Mariano Arana como ciudadano ilustre de Montevideo

La Intendencia de Montevideo reconoce a sus ciudadanos con la distinción de Ciudadanos Ilustres de Montevideo, en el caso de ciudadanos extranjeros son reconocidos como Visitantes Ilustres de Montevideo. También existen, bajo el seno de la Junta de Montevideo otras distinciones. En la peatonal Sarandí, se encuentra el paseo de los Soles, destinado a reconocer a diferentes personalidades del acontecer ciudadano. 

### Medios de comunicación
Montevideo, como capital del país, alberga la sede de varios medios de comunicación escritos, radiales, televisivos y vía internet. Existe una red pública de medios de comunicación pública y un buen número de medios privados.

Se destacan Canal 4 Montecarlo, Canal 5 Medios públicos, Canal 10 Saeta, Canal 12 Teledoce, TV Ciudad, entre los medios televisivos por aire y gratuitos.

Los diarios La diaria, El Observador, El País son algunos de los diarios que se imprimen en la ciudad.

Las numerosas radios son los medios orales de comunicación con que cuentan los habitantes y visitantes de la ciudad.
Además existen varias ofertas de televisión por cable pagas que pueden elegir quienes deseen una mayor ofertas de señales televisivas, algunas de las empresas que proveen el servicio son Montecable, TCC y Cablevisión, ofertas a las que se suma DirecTV con su sistema de televisión satelital directo al hogar.

### Deporte
Montevideo es la ciudad más importante en lo que a deportes se refiere de todo el Uruguay, adquiriendo en el área de deporte profesional un fuerte centralismo.
En la ciudad se jugaron todos los encuentros de la Copa Mundial de Fútbol de 1930, el primer mundial de la historia. Sobre dicho evento se ha realizado una película cuyo título hace referencia justamente a la ciudad «Montevideo, Taste of a Dream». De los tres estadios donde se celebraron partidos, solo quedan el Gran Parque Central y el estadio Centenario, construido para conmemorar los cien años de la independencia nacional y declarado monumento histórico del fútbol por la FIFA en 1983, el cual es la sede de la selección uruguaya de fútbol

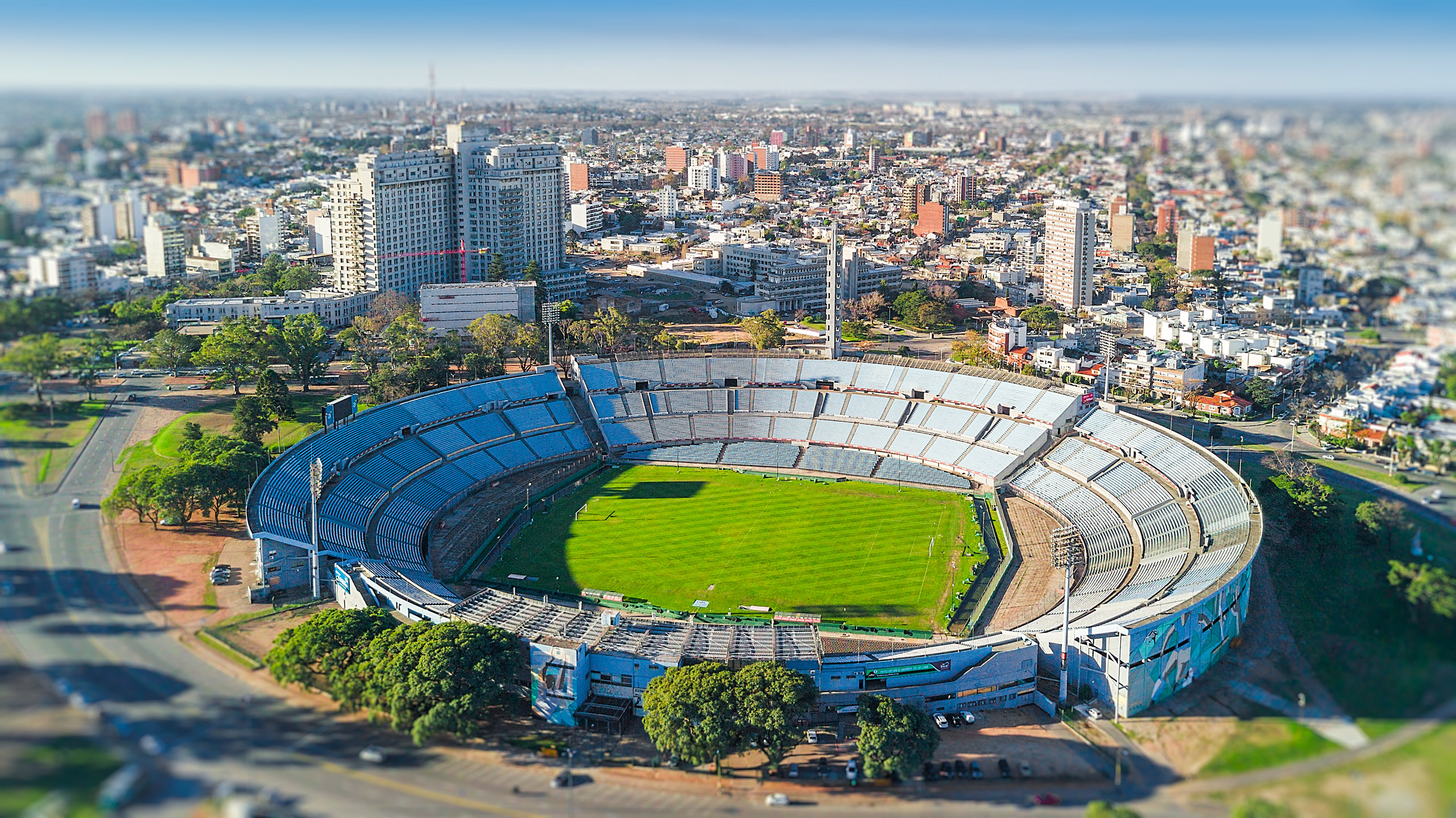
Estadio Centenario, monumento histórico del fútbol desde 1983

En la actualidad la enorme mayoría de los equipos de la Liga Uruguaya de Fútbol, deporte más popular del país, proceden de esta ciudad. Por esta razón no solo alberga el estadio Centenario, el principal escenario deportivo a escala nacional, sino también muchos otros centros, como el Belvedere, el Campeón del Siglo, el Complejo Rentistas, el Jardines del Hipódromo, el José Pedro Damiani, el Luis Franzini y el Luis Tróccoli, o los Estadios Parques Abraham Paladino, Alfredo Víctor Viera, Omar Saroldi, José Nasazzi, Osvaldo Roberto, Maracaná, Palermo y el Gran Parque Central.
En efecto, la ciudad alberga los principales clubes de fútbol de la Primera División Profesional de Uruguay, pues en sus barrios se encuentran las sedes de los dos principales equipos del país, Nacional y Peñarol, así como de otros equipos entre los que se encuentran Bella Vista, Central Español, Cerrito, Cerro, Danubio, Defensor Sporting, Fénix, Liverpool, Progreso, Racing, Rampla Juniors, River Plate, Sud América y Wanderers.
También la Liga Uruguaya de Básquetbol tiene su sede en la ciudad y la mayoría de los equipos que la componen son capitalinos como los clubes: Aguada, Atenas, Biguá, Bohemios, Cordón, Defensor Sporting, Goes, Malvín, Institución Atlética Larre Borges, Olimpia, Sayago, Tabaré, Trouville, Unión Atlética, Welcome, entre otros.
La mayoría de los deportes menores también tienen su centro en Montevideo, como el rugby. La hípica, un deporte asociado comúnmente a los sectores rurales y que se mantuvo fuera de la capital durante muchos años, recuperó la importancia luego de que el Hipódromo de Maroñas fuera reinaugurado.
Los adeptos a la navegación deportiva tienen en el Puerto del Buceo un sitio ideal para amarrar sus yates; desde 1906 el Yacht Club Uruguayo tiene una presencia significativa en esta disciplina deportiva.

### Ciudades hermanadas
Fuente: Intendencia de Montevideo.
África
- El Aaiún, República Saharaui (13/12/2009)[115]
- Melilla, España[116]

América
- Berisso, Argentina (06/06/2011)[117]
- Buenos Aires, Argentina (1975)[118]
- Córdoba, Argentina (12/09/1997)[119]
- Ciudad de Hurlingham, Argentina (05/08/1997)[120]
- La Plata, Argentina (12/10/1994)[121]
- Mar del Plata, Argentina (04/09/2009)[122]
- Rosario, Argentina (01/06/1998)[123]
- Tandil, Argentina (26/11/2006)[124]
- Cochabamba, Bolivia (21/10/2005)[125]
- Coroico, Bolivia (14/07/2009)[126]
- La Paz, Bolivia (26/10/2006)[127]
- Santa Cruz de la Sierra, Bolivia (21/04/2004)[128]
- Brasilia, Brasil (19/04/1997)[129]
- Curitiba, Brasil (10/04/1990)[130]
- Río de Janeiro, Brasil (30/04/1997)[131]
- São Paulo, Brasil (14/06/2007)[132]
- Contagem, Brasil (07/06/2014)[133]
- Mississauga, Canadá (30/09/1998)[134]
- Arica, Chile (14/07/2009)[135]
- Santiago, Chile[cita requerida]
- Bogotá, Colombia[cita requerida]
- Cali, Colombia (14/07/2009)[136]
- Tumaco, Colombia (14/07/2009)[137]
- Talamanca, Costa Rica (14/07/2009)[138]
- San José, Costa Rica[cita requerida]
- La Habana, Cuba (12/02/2006)[139]
- Esmeraldas, Ecuador (14/07/2009)[140]
- Montevideo, Minnesota, Estados Unidos (1949))[141]
- Puerto Príncipe, Haití (27/09/2007)[142]
- Ciudad de México, México (1982)[cita requerida]
- Bluefields, Nicaragua (14/07/2009)[143]
- Asunción, Paraguay (2/12/2011)[144]
- Lima, Perú[cita requerida]
- Tambo de Mora, Perú (14/07/2009)[145]
- Cumaná, Venezuela (05/11/2009)[146]
- Caracas, Municipio Libertador, Venezuela (24/02/2001)[147]

Asia
- Qingdao, China[148]
- Tianjin, China[149]
- Wuhu, China (04/06/2008)[150]
- Ulsan, Corea del Sur (11/06/2012)[151]

Europa
- Barcelona, España (17/04/1985)[152]
- Cádiz, España (28/03/2008)[153]
- Madrid, España (12/10/1982)[154][155]
- Durango, España (27/09/2022)[156]
- París, Francia (27/12/2013)[157]
- Satriano di Lucania, Provincia de Potenza, Italia (15/12/2014)[158]
- Marsico Nuovo, Provincia de Potenza, Italia (14/12/2007)[159]
- Tito, Provincia de Potenza, Italia (14/12/2007)[160]
- Breslavia, Polonia (01/01/2010)[161]
- San Petersburgo, Rusia (1990)[162]
- Malmö, Suecia[cita requerida]

| Predecesor: Managua | Capital Iberoamericana de la Cultura 1996 | Sucesor: La Habana |
| Predecesor: Cádiz   | Capital Iberoamericana de la Cultura 2013 | Sucesor: San Juan  |